# Histoire de La Rochelle

Les armes de La Rochelle se blasonnent ainsi :
De gueules au vaisseau d'or habillé d'argent, voguant sur une mer de sinople ; au chef cousu d'azur chargé de trois fleurs de lis d'or.
Devise : Servabor rectore Deo (« Je serai sauvé sous la garde de Dieu. »)
Ornement extérieur : Croix de guerre 1939-1945.

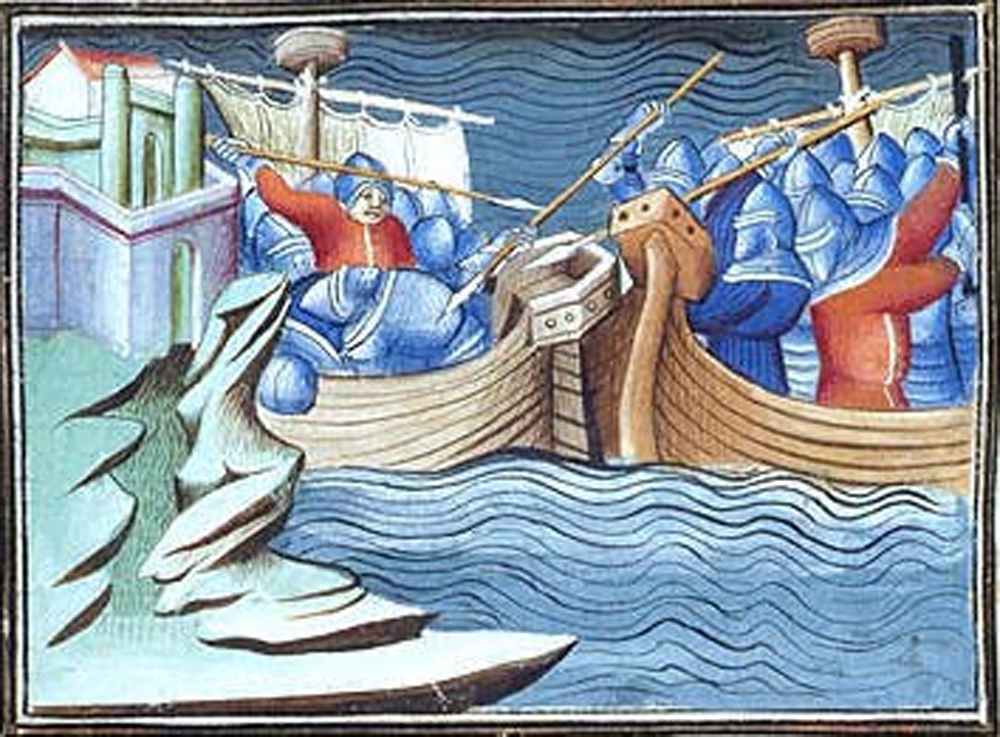
La bataille de La Rochelle

Cet article présente les faits marquants de l'histoire de la commune de La Rochelle située dans l'Ouest de la France.

## Époque gallo-romaine
Faute de trouver des traces d’occupation des lieux antérieures à la fondation de la ville au Xe siècle, le site marécageux de La Rochelle a parfois été considéré comme inhabité avant cette époque.
Pourtant, d’après l’historien Louis-Étienne Arcère, des Alains venus de l’Est se seraient implantés dans cette région déserte et marécageuse au Ve siècle, habitant dans des huttes et vivant de la pêche, du cabotage et de la viticulture.
De récentes découvertes ont permis d’établir que tous les promontoires de la côte d’Aunis avaient été habités à l’époque gallo-romaine. On a ainsi retrouvé des traces de marais salants de grande taille datant de 8 à 2 av. J.-C. et les fondations de deux imposantes et luxueuses villas romaines. Ces villas, dont l’une se trouve à Saint-Éloi et l’autre aux Minimes, constituaient le centre d’un vaste domaine agricole du Ier siècle au IVe siècle. Leur découverte a confirmé que les Romains occupaient le site, exploitant les ressources de la baie de La Rochelle.

## Moyen Âge

### Naissance de La Rochelle
Un petit hameau appelé Cougnes, dont l’origine reste imprécise, et vivant de l’exploitation de marais salants, est vraisemblablement le quartier le plus ancien connu de la cité de La Rochelle.
Selon le père Louis-Étienne Arcère, supérieur de la maison de l’Oratoire, historien de La Rochelle et de la province d'Aunis, le nom du hameau viendrait du mot celte cogn ou coign, désignant un coin, un angle. Cougnes s'est orthographié Compnes, Coigne, Cognes.
En se développant, les habitations de Cougnes se rapprochent progressivement de la mer. Aux environs du IXe siècle, une cité de pêcheurs appelée Rupella (petite roche, origine du nom de la ville de La Rochelle) est fondée sur un promontoire rocheux au milieu des marais. Une tour de défense carrée appelée tour Maulevault, ainsi que l'église Notre-Dame-de-Cougnes, sont construites à cette époque.
Selon Arcère, une charte de Guillaume d’Aquitaine relative à l’abbaye de Saint-Michel fait état en 961 du droit d’ancrage et de lestage des navires d’un fief nommé Santonum Vigueria : ce droit s’étendait à Blavia ad Rupellam (de Blaye à Rupella). Cette première mention de La Rochelle dans les archives est contestée par des historiens contemporains, pour qui la charte de 961 invoquée par de nombreux auteurs depuis Arcère n’est pas authentique. Pour ces mêmes historiens, la première mention du nom de La Rochelle doit être cherchée dans une charte de 988-1031 qui cède des marais salants à Cougnes et à Rochella.
À cette époque, le port primitif se situe sur le ruisseau dit le Lafond, au pied du futur château Vauclair. Il sera déplacé plus tard à son emplacement actuel.
Situé au fond d’une baie abritée des fureurs de l’océan par les Île de Ré et d’Oléron, alimenté par des sources d’eau douce, le lieu convient parfaitement à l’implantation d’un port. Dès le XIIe siècle et durant tout le Moyen Âge, le port de La Rochelle joue un rôle de premier ordre.

### Libertés communales
En 1130, après la prise de Châtelaillon dont le seigneur Isembert était propriétaire des terres rochelaises, Guillaume X, duc d’Aquitaine, fait édifier une première enceinte autour de La Rochelle. Entre 1130 et 1137, il affranchit la ville des tutelles féodales, faisant de son port un port libre. Ces franchises sont confirmées par Louis VII puis par Aliénor d'Aquitaine (1146). Fort de cette caractéristique, le port devient le plus grand de toute la côte atlantique, et connaît trois siècles ininterrompus de prospérité, commerçant principalement du vin de La Rochelle, qui est une importante production régionale, produit en Aunis, Saintonge et Angoumois jusqu'à Cognac et qui est alors très réputé, ainsi que du sel.
Aux XIIe siècle et XIIIe siècle, les routes des Templiers convergent toutes vers La Rochelle, faisant ainsi de la ville leur port sur l’Atlantique.
Au XIIe siècle les chevaliers de Saint-Jean-de-Jérusalem fondent une commanderie proche de l'actuel quartier du Perrot. En 2005, lors de l’extension de la Maison de la culture, des fouilles archéologiques ont permis de découvrir des vestiges d'un quartier médiéval.
Le XIIe siècle est également marqué par l’influence d’Aliénor d’Aquitaine, qui après s’être séparée du roi Louis VII de France, épouse en secondes noces le futur roi Henri II d'Angleterre en 1152 faisant passer l'Aquitaine, dont La Rochelle est alors partie intégrante, dans l'Empire Plantagenêt à partir de 1154. Du fait de sa situation géographique et de son importance, le Vieux-Port voit s’ouvrir à lui les marchés de l’Angleterre et de l’Europe du Nord, très demandeurs des vins régionaux et du sel des marais du littoral.
Une nouvelle enceinte de protection est érigée autour de la ville entre 1160 et 1170, tandis que le château de Vauclair est construit par le roi Henri II d'Angleterre, époux d'Aliénor d'Aquitaine, et duc d'Aquitaine par sa femme, un peu avant la fin du XIIe siècle. L’enceinte du château, qui couvre plus d’un hectare, est protégée par un rempart orné de quatre grosses tours d’angle, reliées entre elles par des courtines au parapet crénelé, et entourée de profondes douves. Le château domine alors le port primitif de La Rochelle, situé à l’estuaire des cours d’eau de La Moulinette à l’Est, de Rompsay au Nord-Est et le chenal de la Verdière au Nord.
Lors de la révolte des fils d’Henri II contre leur père, la ville reste fidèle au roi d’Angleterre. En récompense, elle obtient en 1175 une charte de commune, qui confirme également les franchises de la ville. En 1196, l’armateur rochelais Alexandre Aufrédy décide d’envoyer les sept navires de sa flotte commerciale à l’aventure vers les côtes africaines, chargés de sel et de vin. Les années passent, mais ses navires ne reviennent pas. Ruiné, Alexandre Aufrédy se voit obligé de vendre l’intégralité de ses biens, dont son hôtel particulier, pour payer ses dettes, et est réduit à la mendicité. En 1203, il est sauvé de la misère par le retour inespéré de sa flotte commerciale qu’il croyait perdue, et dont la cargaison d’or, d’ivoire, d’épices et de bois précieux refait sa fortune. En remerciement au Ciel, il décide de consacrer sa vie et sa fortune aux pauvres, et fonde un hôpital portant son nom où, avec sa femme, il soignera les malades jusqu’à sa mort.
Entre-temps, en mai 1199, Aliénor d’Aquitaine a confirmé la charte de commune, et concédé à la ville des exonérations de taxes, ainsi que des pouvoirs politiques et judiciaires étendus. Les habitants de La Rochelle élisent le premier maire dans l’histoire de France, en la personne de Guillaume de Montmirail. Cette charte est à nouveau confirmée en juillet 1199 par Jean sans Terre, puis en 1204. Les extensions de la charte communale autorisant également la ville à battre la monnaie, Jean sans Terre y fait établir en 1215 un atelier monétaire. La monnaie royale qui y est frappée porte la lettre H comme marque de fabrique. La ville est assiégée en 1219 par Philippe Auguste pendant la croisade contre les Albigeois.
En 1219 : pendant la croisade contre les Albigeois Philippe Auguste assiège La Rochelle pour secourir Simon comte de Montfort.
En 1222, le roi d’Angleterre Henri III décide de renforcer les infrastructures de son duché d'Aquitaine. Ainsi donc, le 4 décembre, il édicte une charte prescrivant aux Rochelais d’établir un port dans l’ouest de la ville et de la fortifier, et le 8 avril 1223, il leur ordonne de commencer les travaux. De son côté, Louis VIII, roi de France, prend prétexte du fait que les conditions du traité de 1217 n’étaient toujours pas remplies pour lancer une campagne destinée à s’emparer des possessions du roi d'Angleterre en France.
En effet, après sa victoire sur Jean sans Terre à la bataille de la Roche-aux-Moines, en 1214, les barons anglais lui avaient promis la couronne d’Angleterre. Cependant, ces derniers revinrent sur leur décision le 11 septembre 1217 en signant le traité de Lambeth, qui octroyait la couronne à Henri III moyennant certaines compensations, dont le paiement d’une forte somme d’argent au roi de France.
Ainsi, sur les ordres du roi Louis VIII, Mathieu II de Montmorency entame le siège de La Rochelle le 15 juillet 1224, et la libère de la domination Plantagenêt le 3 août 1224. La ville passe dans le domaine royal, tout en conservant ses privilèges. En représailles, Henri III signe à Londres une charte communale à Bordeaux, qui jusqu'à présent devait passer par La Rochelle pour exporter son vin de Bordeaux, et qui désormais prend la prédominance du commerce du vin avec l’Angleterre.
En 1241, une nouvelle guerre éclate entre la France et l’Angleterre. Henri III d’Angleterre débarque à Royan à la tête de son armée, mais est vaincu par Louis IX, nouveau roi de France, et est contraint de céder toute la partie nord de la Saintonge, dont La Rochelle, à la couronne de France par le traité de Paris.
Dans les années 1255, de nouvelles halles sont construites par le sénéchal du comte Alphonse de Poitiers. Mal situées, et considérées comme une atteinte aux libertés communales, elles sont boudées par les marchands rochelais. Ils finissent d’ailleurs par les racheter 6 000 livres en 1267, pour pouvoir les démolir, soit huit fois leur coût de construction.

### Guerre de Cent Ans
Au cours de la guerre de Cent Ans, la ville change régulièrement de mains, passant des Anglais aux Français et inversement, au gré des traités. De ce fait, elle se voit octroyer dès 1338, par le roi d’Angleterre, des lettres de sauvegarde l’autorisant, malgré la guerre entre les deux Couronnes, à trafiquer librement avec toutes les possessions anglaises.

La France en 1365 après les traités de Brétigny et de Guérande
Territoires contrôlés par Édouard III avant le traité de Brétigny
Territoires cédés par la France à l’Angleterre par le traité de Brétigny
Territoire du duché de Bretagne, allié aux Anglais

En 1356, le roi Jean II de France, dit le Bon, est vaincu et fait prisonnier à la bataille de Poitiers. Emmené à Londres, il est forcé en 1360, en plus de verser une rançon de trois millions d’écus d’or (soit 11,64 tonnes d’or), de signer le traité de Brétigny en échange de sa libération. Le traité cède de nombreux territoires à la couronne d’Angleterre, dont la ville de La Rochelle. Ce passage sous la domination anglaise est très mal perçu, et la ville manifeste une importante résistance à cette annexion. Finalement, à la suite des pressantes interventions du roi de France et à l’assurance donnée par le roi d’Angleterre que les privilèges seront maintenus, les Rochelais déclarent « Nous aourerons (honorerons) les Anglais des lèvres, mais les cœurs ne nous mouveront pas ».

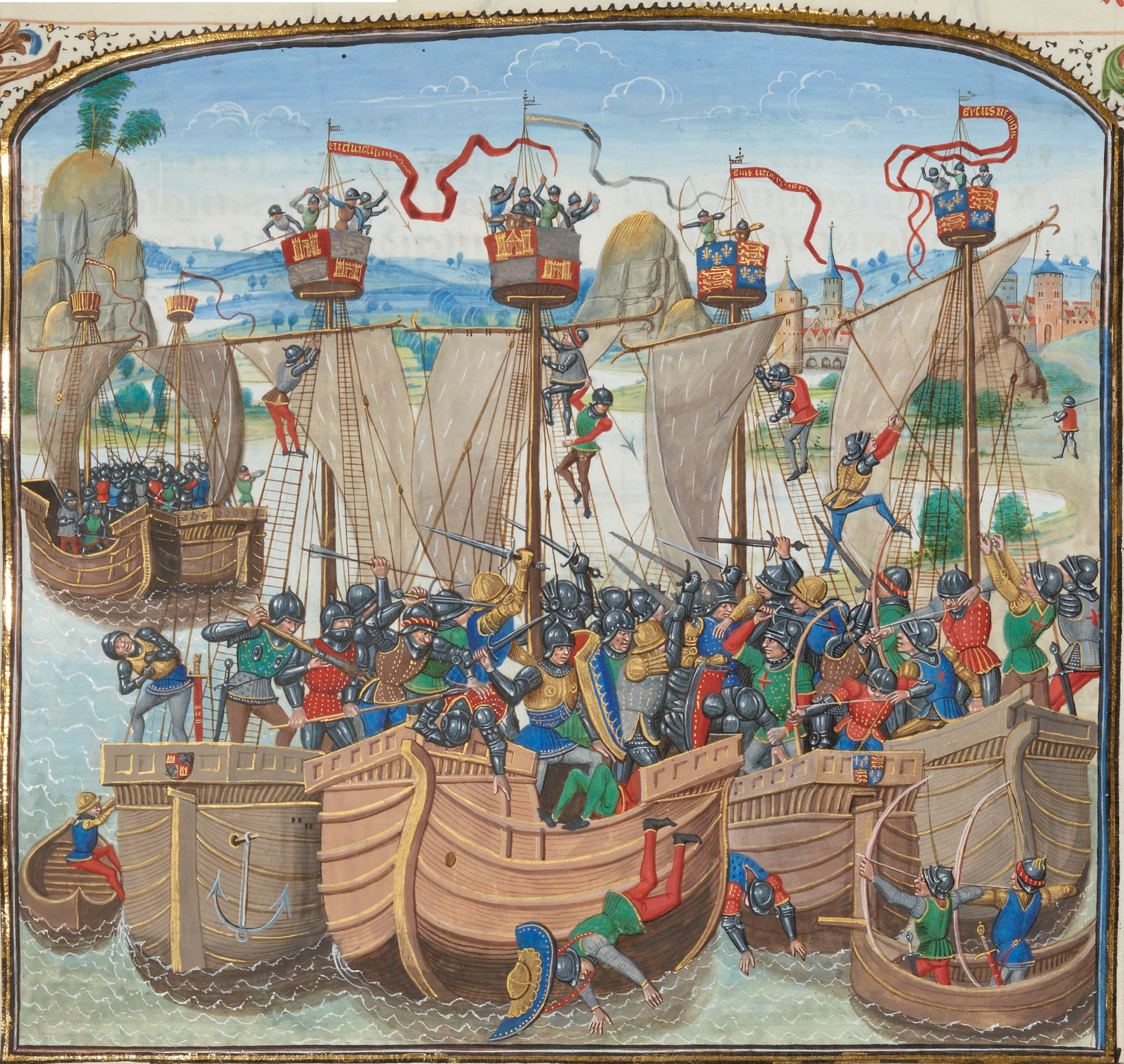
La bataille de La Rochelle, enluminure de l'édition de 1419 des Chroniques de Jean Froissart

La Rochelle est pillée en 1370 par une chevauchée anglaise. Le 22 juin 1372, la bataille de La Rochelle marque le début du siège de La Rochelle, commandé par le connétable Bertrand Du Guesclin sur ordre de Charles V. La flotte anglaise de Jean de Hastings, comte de Pembroke est détruite par la flotte franco-espagnole, le roi de France ayant obtenu l’appui du roi de Castille. Le 15 août 1372, les Rochelais chassent la garnison anglaise de leur ville grâce à une ruse du maire Jean Chaudrier. Cependant, ils refusent de laisser entrer le connétable Bertrand du Guesclin dans les murs de la ville, désirant négocier leur retour dans le royaume de France moyennant une extension de leurs anciennes chartes. Le roi Charles V accepte finalement de confirmer les privilèges de la ville, lui donnant ainsi une grande indépendance vis-à-vis du pouvoir royal. Les Rochelais laissent alors entrer Bertrand du Guesclin dans leurs murs le 23 août 1372, faisant de La Rochelle une ville définitivement française.
Le château est détruit entre 1372 et 1375. Une partie des fondations de l’ouvrage ont été mises au jour lors du creusement d’un parking souterrain, sous l’actuelle place de Verdun.
Le 8 janvier 1373, désireux de remercier les Rochelais d’avoir chassé les Anglais de la ville, Charles V confère au maire, à ses échevins et à leurs successeurs, un droit de noblesse héréditaire et perpétuel. Il crée également le gouvernement d'Aunis, distinct de la Saintonge. Néanmoins, il fait détruire le château Vauclair, symbole de pouvoir, et dont les pierres servent à édifier la muraille du Gabut. Le Corps de Ville fait également construire la tour de Moureilles, destinée à conserver les papiers consacrant les privilèges et les registres. Le port de La Rochelle est quant à lui transféré à son emplacement actuel.
En 1376, après 31 ans de travaux interrompus par la rupture des fondations dans les premières années de la construction et par l’occupation anglaise ensuite, la tour Saint-Nicolas est achevée. Destinée à défendre la passe du port, elle héberge son premier capitaine ainsi que les soldats préposés à sa garde en 1384. Quelques années après la tour Saint-Nicolas, la tour de la Chaîne est édifiée sur l’autre rive. Elle est ainsi nommée en raison du fait qu’elle a pour fonction de tendre la chaîne fixée dans la tour Saint-Nicolas et fermant l’accès au port. Les deux tours deviennent emblématiques du Vieux-Port de La Rochelle, dont elles constituent la majestueuse porte d’entrée.
En 1422, la charpente d’une maison où se tient une réunion s’écroule, tuant et blessant de nombreuses personnes. Le dauphin Charles, futur Charles VII, qui y participait, s’en sort miraculeusement indemne.
En octobre 1429, Jeanne d'Arc confond la supercherie de sa plus célèbre émule, Katherine de La Rochelle, qui prétendait qu'une inspiration sacrée l'avait invitée, non pas à aller à la guerre, mais à exhorter le peuple à apporter son argent au roi pour délivrer le pays.
La ville de la Rochelle reste fidèle à la couronne. Notamment, Pierre Doriole, un des conseillers les plus importants de Louis XI fut maire de la ville, avant d'entrer son conseil. En juin 1478, en faveur de la Rochelle, le roi confirme les privilèges de la ville, par ses lettres patentes.

## LeXVIesiècle

### Les révoltes contre la politique royale de centralisation
Dans le cadre de la politique de centralisation menée par François Ier, Charles Chabot, seigneur de Jarnac et gouverneur de La Rochelle sous l’autorité d'Henri d’Albret, s'efforce de réduire les privilèges de La Rochelle. En 1530, il supprime le corps de ville et la mairie élective, héritage de l'année 1199, et réduit le nombre d’échevins, au prétexte que la ville se sert des recettes de l’octroi pour renforcer ses fortifications. Le 1er avril 1536, Charles Chabot s’attribue un mandat de maire perpétuel de la ville, ce qui lui attire la haine de la population. Des émeutes éclatent, que Charles Chabot réprime en faisant procéder à des exécutions publiques.
Le 12 avril 1541, un édit royal étend l’impôt de la gabelle au pays d’Aunis et à La Rochelle, qui en étaient jusque-là exemptés. Les habitants protestent et des troubles éclatent en 1542. Charles Chabot fait alors venir une garnison de 200 soldats, mais ces derniers se livrent à de nombreux abus et ne font qu’exacerber la colère de la population, qui se soulève et les chasse de la ville, obligeant Charles Chabot à s’enfuir et à retourner sur ses terres de Jarnac. Le 30 décembre 1542, c'est François Ier lui-même qui, arrivant de Cognac, vient à La Rochelle. Le 1er janvier 1543, il rencontre les notables rochelais et pardonne finalement la ville en la maintenant dans ses privilèges.
La révolte des pitauds, en 1548, a bien plus d’ampleur : partie de la région d’Angoulême, elle s’étend jusqu’à Bordeaux et Poitiers et aboutit, après répression, à l’abolition de la gabelle en Saintonge et dans l’Angoumois

### La Réforme à La Rochelle et les guerres de Religion
À partir des années 1530, la population de La Rochelle se convertit au protestantisme, au point d'être très majoritairement huguenote vers 1560, au début des guerres de religion, qui vont ensanglanter à huit reprises la France de 1562 à 1598. C'est une période de massacres, de pillages et de destructions.

#### La crise de 1565
Le 14 septembre 1565, à l’occasion de son tour de France royal (1564-1566), le roi Charles IX, accompagné de sa mère Catherine de Médicis, de sa Cour et précédé par le connétable Anne de Montmorency, fait son entrée dans la ville de La Rochelle, où il reçoit un accueil hostile de la part des habitants. En représailles, il prend des mesures pour brider l’indépendance des Rochelais : il réduit le corps de ville à 24 échevins, destitue tous les officiers de la ville et confie les défenses de la ville au gouverneur Guy Chabot, baron de Jarnac.

#### La guerre de 1568-1570
Au début de l'année 1568, poussé par la propagande menée par les pasteurs, le maire protestant François Pontard, nommé par Guy Chabot, soulève la ville contre les catholiques. Ces derniers fuient, mais treize prêtres sont arrêtés, égorgés et jetés à la mer du haut de la tour de la Lanterne, qui prendra à l’occasion le surnom de « tour des Prêtres ». Les églises Notre-Dame-de-Cougnes, Saint-Sauveur et Saint-Barthélemy sont détruites, leurs pierres servant à renforcer les murailles. Les troubles se répandent dans la région, où les pillages et les massacres se multiplient. Des catholiques de Luçon sont massacrés par des Rochelais, tandis que des catholiques massacrent des calvinistes à Mirambeau, à Saintes et à Saint-Sorlin.
L’île de Ré se range aux côtés de La Rochelle, qui se proclame république indépendante calviniste, en adoptant officiellement les idées de la Réforme et en rejoignant le parti protestant, ce qui ne manque pas d’inquiéter le pouvoir royal et a un grand retentissement dans le monde protestant. En effet, avec ses 22 000 à 23 000 habitants, la ville est parmi les plus grandes du royaume, et elle est également riche du commerce développé avec l’Espagne, l’Angleterre et les pays d’Europe du Nord.
Charles IX charge alors Blaise de Montluc et Guy Chabot de reprendre la ville. Montluc arme une flotte de 500 arquebusiers d’élite dans le port de Brouage, et l’envoie prendre le contrôle de l’île de Ré, où, après de terribles combats, les protestants sont massacrés. Il envoie ensuite ses troupes à Saint-Jean-d'Angély faire la jonction avec celles de Chabot et du comte de Lude, gouverneur du Poitou. Leurs troupes s’apprêtent à marcher sur La Rochelle lorsque la paix de Longjumeau est signée entre Charles IX et le prince de Condé le 23 mars 1568 et publiée à La Rochelle le 27 mars 1568. Dès son retour dans la ville, le gouverneur fait bannir François Pontard, mais furieux que le roi Charles IX ait nommé, contre sa volonté, Jean Salbert, partisan des calvinistes, à la mairie, il quitte La Rochelle.
En novembre 1568, Jeanne d'Albret, reine de Navarre, prend la tête du mouvement protestant et emmène son fils, Henri de Navarre, rejoindre les chefs protestants à La Rochelle, qu’elle administre dans tous les domaines, à l’exception des affaires militaires. Elle assure la communication avec les princes étrangers alliés, dont elle tente de conserver le soutien, surtout après la mort du prince de Condé, assassiné le 13 mars 1569. Elle refuse de se rendre après la défaite de Moncontour et se montre intraitable lors des négociations de Saint-Germain-en-Laye, mais s’incline devant la volonté de négocier de ses coreligionnaires. Elle quitte La Rochelle en août 1571 pour revenir sur ses terres.
Le 5 août 1570, la paix de Saint-Germain-en-Laye, signée entre Charles IX et l’amiral Gaspard de Coligny, octroie aux protestants quatre places fortes : La Rochelle, Cognac, Montauban et La Charité-sur-Loire.
La Rochelle devient le « Boulevard de la Réforme ». Théodore de Bèze arrive de Genève avec la Confession de La Rochelle ou Confession gallicane rédigée en 1559 par Jean Calvin, texte fondateur de l’Église réformée de France. Il préside en avril 1571 le VIIe synode protestant.

#### La Saint-Barthélémy et le premier siège de La Rochelle (1572-1573)
Deux ans plus tard, dans la nuit du dimanche 24 août 1572, a lieu le massacre de la Saint-Barthélemy, qui met un terme à la paix et plonge le royaume de France dans l’horreur du fanatisme religieux, que le roi Charles IX ne parvient pas à endiguer. De nombreux huguenots s'enfuient alors vers La Rochelle, place forte protestante.
Charles IX charge alors François de La Noue, qui a échappé au massacre, d'une délicate mission de conciliation entre les habitants de La Rochelle et le pouvoir royal. Les Rochelais, ulcérés par la tragédie qui vient de se jouer, refusent toute négociation. N'oubliant pas ses convictions huguenotes et sentant que la guerre est proche, François de la Noue démissionne de ses engagements royaux et organise la défense de la ville. En novembre 1572, La Rochelle refuse de recevoir le gouverneur royal Armand de Gontaut-Biron et sa garnison.
Le 2 février 1573, le duc d'Anjou, frère du roi et futur Henri III, incite François de La Noue à se rendre en proposant des conditions favorables, mais en exigeant une reddition sous trois jours. Faisant face au refus de ses coreligionnaires extrémistes, dont certains l'accusent de traîtrise, François de la Noue quitte la ville et rejoint le camp royal, sans prendre part aux combats. Le roi Charles IX ordonne alors au duc d’Anjou de mettre le siège devant La Rochelle, ce qu'il entreprend dès le 11 février 1573, à la tête d'une armée de 28 000 hommes. Après huit assauts infructueux et des pertes énormes, ayant entre temps été élu roi de Pologne, il signe la paix de La Rochelle le 24 juin 1573 et abandonne le siège.
Le 11 juillet 1573, la paix de Boulogne met fin à la quatrième guerre de religion en remettant en vigueur les clauses de l'édit d'Amboise. Elle donne aux protestants la liberté de conscience, mais ils perdent Cognac et La Charité-sur-Loire et n’obtiennent la liberté de culte que dans trois villes : La Rochelle, Montauban et Nîmes. François de La Noue, occupe ensuite la fonction de général de La Rochelle de 1574 à 1578.

#### Le règne d'Henri IV (1589-1610)
En 1590, les Rochelais obtiennent d'Henri IV, roi de Navarre et précédemment chef du parti protestant, l’autorisation d’ériger une nouvelle enceinte, baptisée « enceinte huguenote » ou « enceinte Henri IV », mieux fortifiée que la précédente.
En 1598, Henri IV, converti au catholicisme en 1593, ayant réussi au terme de la huitième guerre de religion (1585-1598) à prendre le contrôle de tout le royaume, promulgue l'édit de Nantes qui de nouveau donne des droits aux protestants et fait de La Rochelle une des places de sûreté qui leur sont accordées. La Rochelle fait partie des places de sûreté particulières, disposant d'une certaine autonomie.
La ville devient un centre de ralliement pour les Huguenots et amorce une période de liberté, de prospérité et d’épanouissement qui s’étendra jusqu’à 1620. Elle n’échappe cependant pas aux épidémies de peste, qui ravagent le continent européen. Frappée à plusieurs reprises (1585, 1602 et 1604), elle voit sa population décimée. Les malades sont transportés dans le quartier de Mireuil, lieu consacré aux pestiférés.
Entre 1596 et 1612, six grands bastions royaux sont édifiés, les bastions des Grands-Lapins, des Petits-Lapins, de Cougnes, des Fonderies ou des Fours-à-chaux, de Maubec ou du Petit-Genève, et de Saint-Nicolas.
La porte Maubec est reconstruite en 1611, suivie par la porte de Cougnes en 1613, et la porte Neuve renforcée en 1622.

## LeXVIIesiècle

### La crise des années 1620 et le second siège de La Rochelle
Le 29 mars 1614, le corps municipal de La Rochelle entérine une charte dont les 29 articles édifient l’administration de la ville. Les Rochelais s’insurgent contre Jean Louis de Nogaret de la Valette, duc d'Épernon, et représentant du roi.
De 1620 à 1628, Louis XIII, qui entend mettre fin aux privilèges politiques dont bénéficient les Protestants depuis les guerres de religion, mène une politique de rétablissement de l’autorité militaire de l’État. En réaction, de 1621 à 1625, les provinces de Saintonge, de Guyenne et de Languedoc se soulèvent, menées par Henri II de Rohan, et de véritables opérations militaires ont lieu autour de La Rochelle, à Saint-Jean-d'Angély, à Montauban et à Montpellier.
En mai 1621, La Rochelle proclame son indépendance et la constitution d’une « nouvelle république de La Rochelle » est établie sur le modèle de la république des Provinces-Unies des Pays-Bas et de la république de Genève sous Jean Calvin. Le roi Louis XIII confie en juin 1621 au duc d’Épernon le soin de faire le siège de la ville.
Le 6 octobre 1621, à la tête d’une flotte de 22 navires, Jean Guiton défait, après deux heures de combats, les 40 navires royalistes, commandés par Isaac de Razilly, et venus faire le blocus de la ville.
Le 9 octobre 1621, Isaac de Razilly reçoit 5 navires en renfort du gouverneur de Brouage, mais essuie un nouvel échec, et est chassé des eaux rochelaises. Le 6 novembre 1621, Jean Guiton apprend que 18 navires du Roi sont à Brouage pour se faire radouber. Il prend de nouveau la tête de la flotte rochelaise et défait la flotte ennemie, capturant deux navires royalistes avec leurs équipages, le Saint-François et le Saint-Louis. Les Rochelais sont désormais maîtres de la mer, et ravagent le pays entre la Loire et la Garonne.
En octobre 1622, le duc de Guise emmène une flotte largement supérieure en nombre et en armement à l’encontre de la flotte rochelaise. Les combats sont furieux, et durent plusieurs jours. La flotte rochelaise, bien qu’essuyant de lourdes pertes, fait preuve de beaucoup d’audace et de courage, prenant même l’avantage et allant jusqu’à bouter le feu au navire amiral de la flotte ennemie. Mais surpassée par le nombre et l’armement des navires adverses, la flotte rochelaise est gravement endommagée et affaiblie. Elle est défaite et sur le point d’être écrasée lorsque finalement la Paix de Montpellier est signée avec les Protestants, le 18 octobre 1622, alors même que le combat naval se déroule encore. Le traité de paix confirme l’édit de Nantes et entraîne la fin du siège, augmentant le prestige de la ville, qualifiée de « ville imprenable ». Cependant, seules La Rochelle et Montauban restent des places fortes huguenotes. Les activités des Huguenots de La Rochelle auront convaincu Richelieu de doter la France d'une véritable politique navale, et il crée à cet effet la Marine royale en 1624.
En 1625, les hostilités reprennent. En janvier, le duc de Rohan lève une armée protestante de 5 500 hommes à Soubise, ce qui agite tout le Poitou et, en février, il prend l’île d'Oléron. Les Anglais se rallient à la cause réformée, mais leur intervention, conduite par George Villiers, duc de Buckingham, est un échec. Le 17 septembre 1625, Jean de Saint-Bonnet de Toiras et Henri II de Montmorency défont la flotte de Benjamin de Rohan. Après s’être emparé d’une partie de la flotte de Benjamin de Rohan, Jean de Saint-Bonnet de Toiras fait route vers La Rochelle à la tête de 90 vaisseaux et environ 16 000 hommes. À la suite de sa victoire sur Benjamin de Rohan, Jean de Saint-Bonnet de Toiras est fait comte, et est nommé gouverneur de l’île de Ré, qui est dès lors perdue pour les Protestants. Le 1er décembre 1625, Richelieu lance la construction d’une circonvallation de 12 km autour de La Rochelle, armée de 11 forts et 18 redoutes, dont le Fort-Louis et le Fort de Marillac, placés de part et d’autre de la baie de La Rochelle.
Le 5 février 1626, la paix de La Rochelle est signée et renouvelle le traité de Montpellier. La ville accepte de recevoir un commissaire royal et de rendre aux Catholiques les biens qui leur ont été pris, en échange de quoi le roi s’engage à détruire le Fort-Louis, qui fait peser une menace permanente sur la ville et ses accès maritimes et terrestres. Cependant, le cardinal de Richelieu refuse d’honorer cet engagement, et entend bien soumettre la ville et retirer au parti huguenot ses privilèges, qui lui apparaissent comme une négation du pouvoir royal.
En 1627, Henri de Rohan est vaincu à Privas. Pendant ce temps la pression sur La Rochelle, où Richelieu est décidé à en finir, s’accroît de mois en mois. En tant que haut lieu du protestantisme, la ville est soutenue par l’Angleterre, qui y voit également un moyen de freiner le développement de la marine française. Appelé à la rescousse par les Rochelais, l’amiral George Villiers de Buckingham appareille de Portsmouth le 27 juin 1627, à la tête d’une flotte qui compte près de 110 vaisseaux et 16 000 hommes, avec l’intention de faire respecter par le roi de France ses engagements. Apprenant la chose, Richelieu se saisit du prétexte pour déployer 20 000 hommes autour de la ville et faire fortifier les îles de Ré et Oléron. Jean de Saint-Bonnet de Toiras dispose alors de deux forts pour défendre l’île de Ré, celui de Saint-Martin-de-Ré et celui du Fort de La Prée à la Flotte, ainsi que 2 000 fantassins et 200 cavaliers aguerris.
La ville étant menacée par les troupes royales, les Rochelais hésitent à franchir le pas de la révolte, et le maire de La Rochelle, Jean Guiton, se voit contraint de refuser l’accès du port au duc de Buckingham, qui se tourne alors vers l’île de Ré et débarque avec 100 cavaliers et 5 000 fantassins le 22 juillet 1627 à Saint-Blanceau. L’armée française est surpassée en nombre et contrainte à se retirer dans la citadelle de Saint-Martin-de-Ré. Le duc de Buckingham commence alors un siège qui va durer un peu plus de trois mois et au cours duquel il se montre d’une cruauté implacable à l’égard des habitants de l’île.
Le 10 septembre 1627, les Rochelais découvrent que les troupes royales sont en train de creuser des tranchées jusqu’aux fortifications de la ville et les accueillent à coups de canons. Les artilleurs du Fort-Louis répliquent, marquant le début du siège de La Rochelle. Le cardinal de Richelieu organise le blocus de la ville, faisant couper toutes les voies de communication terrestres.
Début octobre, Jean de Saint-Bonnet de Toiras, découragé par le manque de vivres et l’impossibilité d’être secouru, entame des transactions avec le duc de Buckingham concernant les conditions de sa capitulation. C’est alors qu’une flottille de la Royale, en provenance des Sables-d'Olonne, arrive devant la rade de Saint-Martin-de-Ré. Elle est envoyée par Richelieu qui redoute que les Anglais conquièrent l’île de Ré, ce qui leur permettrait de soutenir La Rochelle. Bien que se faisant étriller par la flotte anglaise, les courageux marins parviennent à briser le blocus anglais à deux reprises, et une trentaine de chaloupes chargées de plus de 800 soldats, de vivres, de munitions et de vêtements, arrivent à accoster auprès de la citadelle, ravitaillant les assiégés pour plus d’une centaine de jours.
Le 6 novembre 1627, le duc de Buckingham, qui lui aussi a reçu des renforts, tente un ultime assaut contre le fort de Saint-Martin-de-Ré mais ne parvient toujours pas à le prendre. Entre-temps, 8 000 hommes des troupes françaises menées par le maréchal Henri de Schomberg parviennent à débarquer à Sainte-Marie-de-Ré, et à déloger les Anglais. Jean de Saint-Bonnet de Toiras se joint alors à Henri de Schomberg, et les troupes françaises poursuivent les Anglais jusqu’à Loix, où l’armée du duc de Buckingham va subir de lourdes pertes. Le 7 novembre 1627, le duc de Buckingham est chassé de l’île après avoir perdu 4 000 hommes sur son armée de 7 000. Le 17 novembre 1627, la flotte anglaise est défaite en mer et le duc de Buckingham rentre sans gloire en Angleterre. Le roi nomme le cardinal de Richelieu lieutenant général des armées et lui octroie les pleins pouvoirs pour mener à son terme le siège de La Rochelle.

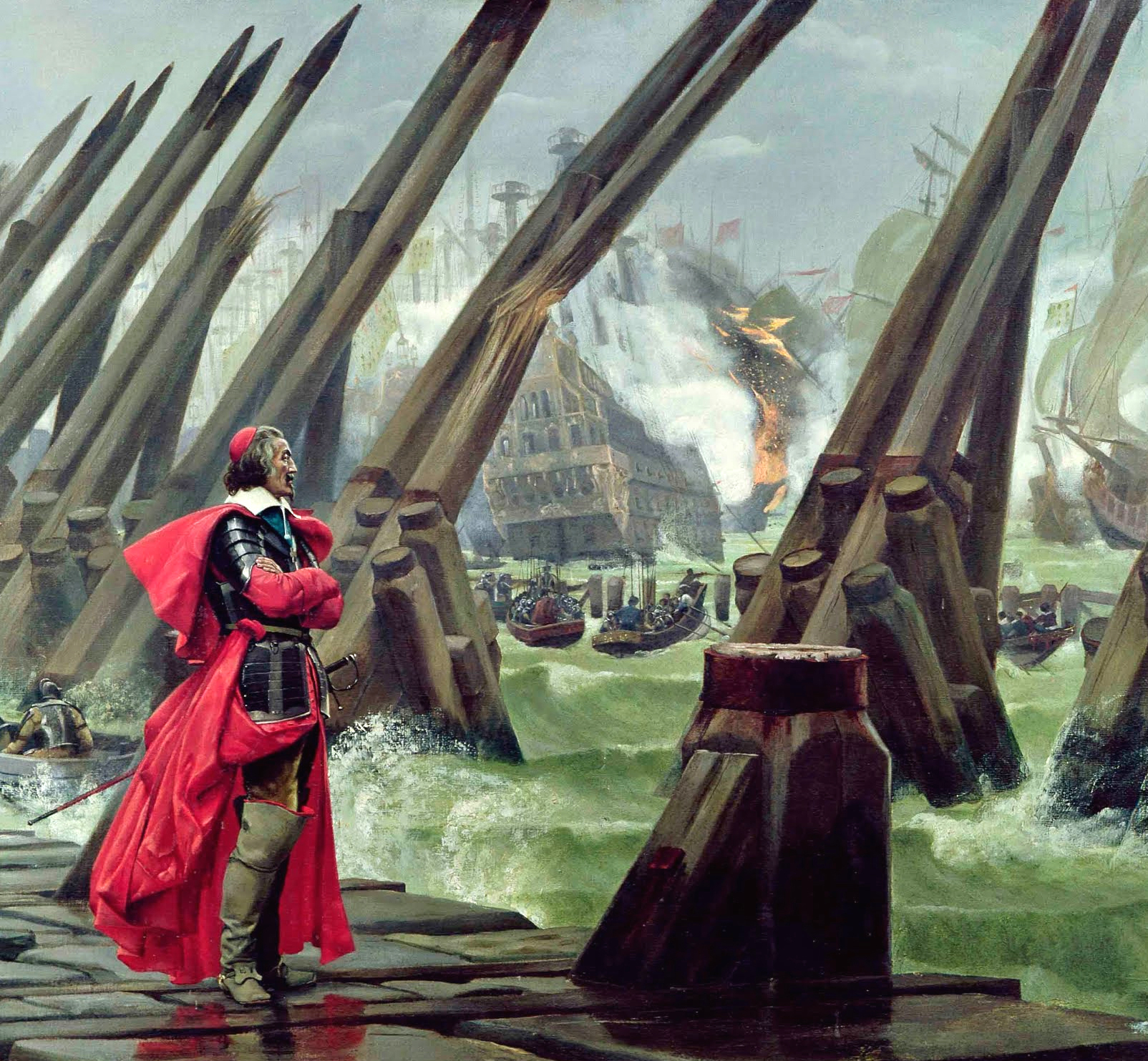
Le cardinal de Richelieu au siège de La Rochelle, sur la digue

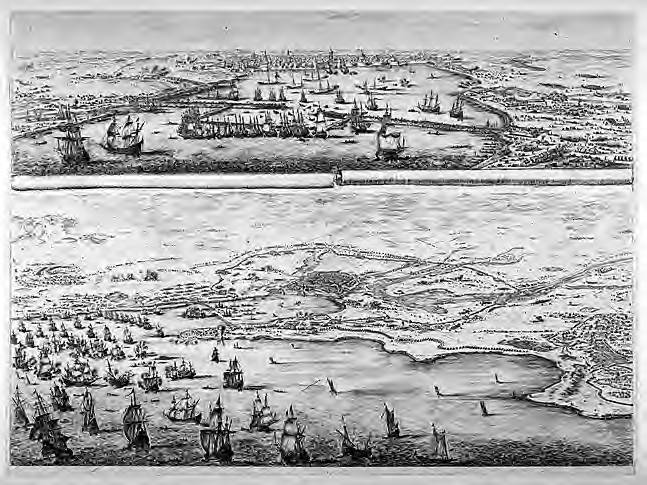
Plan du siège de La Rochelle
par Stefano della Bella

Le 28 novembre 1627, Clément Métezeau, architecte du roi, et Jean Thiriot, entrepreneur parisien de maçonnerie, propose au cardinal de Richelieu de fermer le chenal du port de La Rochelle, qui fait environ 1 600 mètres, par une digue de 1 400 mètres, ouverte en son milieu. Ce dernier donne son accord pour le projet, et 4 000 ouvriers grassement rémunérés, dont beaucoup de soldats, se mettent immédiatement à l’œuvre, protégés par les canons du Fort-Louis et du Fort de Marillac. S’appuyant sur des navires coulés et préalablement maçonnés, la Digue de Richelieu fait 1 500 mètres de longueur. Large de 16 mètres à la base (8 toises) et de 8 mètres à son sommet (4 toises), elle est haute de 20 mètres, et armée de canons pointés vers le large, afin d’empêcher le ravitaillement par mer.
L’ouvrage s’avère particulièrement efficace, et contraint à plusieurs reprises, sous l’échange de tirs nourris, les navires anglais venus en renfort à rebrousser chemin. Les vivres s’épuisent, et les Rochelais sont contraints de manger d’abord les chevaux, chiens et chats, puis les rats et les racines, mais leur résistance ne faiblit pas aussi rapidement que l’espérait Richelieu. Les assiégés tentent de faire sortir des messages chiffrés, mais ils sont interceptés, et Richelieu les fait déchiffrer par Antoine Rossignol, apprenant ainsi que les Huguenots sont affamés et qu’une flotte anglaise est sur le point d’arriver. Le 28 septembre 1628, une nouvelle flotte anglaise d’une centaine de vaisseaux, commandée par le comte de Lindsey, le duc de Buckingham ayant été assassiné, arrive dans le pertuis rochelais et y trouve la flotte française, prête au combat. Entre le 1er octobre 1628 et le 5 octobre 1628, elle engage la flotte royale française à plusieurs reprises mais finalement, le comte de Lindsey engage des pourparlers avec Richelieu et négocie un sauf-conduit pour Lord Montaigu. Les Rochelais meurent de faim, sur les 28 000 habitants que comptait la ville avant le siège, il ne reste plus que 5 500 survivants, dont seulement 62 soldats anglais et 74 soldats rochelais. Le 28 octobre 1628, la ville affamée capitule de manière inconditionnelle.
Le 30 octobre 1628, Richelieu entre dans La Rochelle et fait enterrer les morts. Il est rejoint par Louis XIII le 1er novembre 1628, qui en voyant l’état lamentable des Rochelais lâche quelques larmes et fait distribuer 10 000 pains à la population. Le 4 novembre 1628, la flotte anglaise lève enfin les voiles et apporte la nouvelle en Angleterre. L’année suivante, l’Angleterre riposte en s’emparant de la ville de Québec. Ironie du sort, début novembre 1628, dix jours après la reddition, une forte tempête ravage la côte et détruit la digue de Richelieu en plusieurs endroits, ce qui a fait dire à Rémi Béraud que les Rochelais s'étaient rendus dix jours trop tôt...

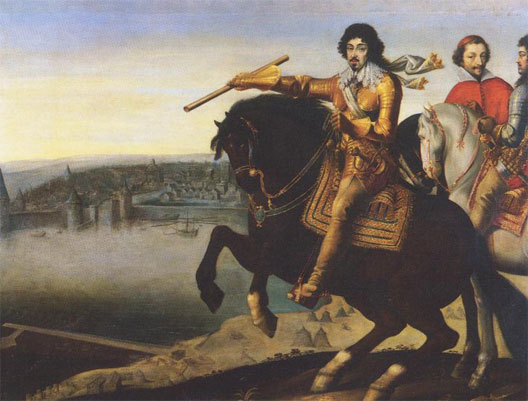
Louis XIII et Richelieu, victorieux devant La Rochelle

Le 28 juin 1629, à la suite de la capitulation de la ville protestante d’Alès, les réformés se voient imposer la paix d’Alès, édit de grâce par les termes duquel le Roi leur retire leurs droits politiques, militaires et territoriaux, ainsi que toutes leurs anciennes places de sûreté, mais leur conserve la liberté de culte, garantie par l’édit de Nantes, sauf à Paris. La mairie de La Rochelle est supprimée, la ville perd ses privilèges, et le Roi ordonne la destruction de toutes les fortifications, à l’exception des tours et remparts du front de mer, afin de protéger la ville d’éventuelles invasions maritimes.
La Rochelle se relève très vite de sa situation précaire, notamment grâce au commerce maritime. C’est vers le début des années 1630 que la ville inaugure des relations régulières avec la Nouvelle-France (Canada) et les Antilles, qui vont dynamiser ses échanges durant tout le XVIIe siècle et une partie du XVIIIe siècle, et en faire l’un des ports les plus actifs de France.
Le 4 mai 1648, dans le cadre de la politique de reconquête catholique menée par le Cardinal Mazarin, successeur de Richelieu, et à la demande de la régente Anne d’Autriche, dans le but de lutter contre l’influence du protestantisme, le pape Innocent X crée l’évêché de La Rochelle, et y transfère le siège épiscopal de Maillezais.

### La période de la Fronde

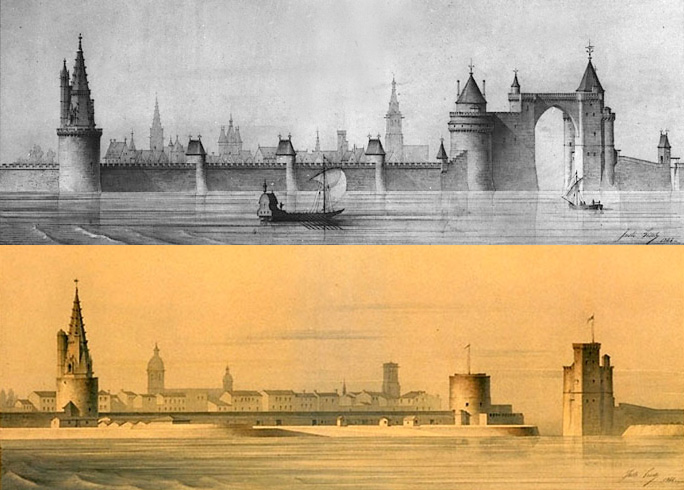
Les tours du Vieux-Port de La Rochelle avant les dommages de la Fronde, et ce qui en restait à la fin du XIXe siècle.Illustrations par Juste Lisch de 1864.

Au milieu du XVIIe siècle, Louis de Foucault de Saint-Germain Beaupré, comte du Daugnon, gouverneur royal de l’Aunis et des îles et véritable tyran, décide de faire de la tour Saint-Nicolas son réduit de sûreté à La Rochelle. Pour cela, il fait édifier un ouvrage à corne triangulaire entouré d’un profond fossé, afin de se protéger de la ville. En 1649, il se range du côté des frondeurs et fait fortifier les tours, notamment en faisant araser le parapet de la tour Saint-Nicolas pour l’équiper d’une douzaine de pièces de fonte, ainsi que pour d’autres points élevés de la ville.
En 1651 cependant, à l’arrivée des troupes du roi Louis XIV menées par Henri de Lorraine, comte d’Harcourt, il s’enfuit rejoindre le prince de Condé à Bordeaux, en laissant son lieutenant, de Besse, à la tête de quelques soldats réfugiés dans les tours. Pour les déloger, Louis de Madaillan, comte d'Estissac, fait miner les tours et ouvre le feu au canon. Les insurgés, plutôt que de tomber aux mains de l'ennemi, mettent le feu aux réserves de poudres entreposées dans la tour de la chaine. L'édifice s'effondre, le 19 novembre 1651, sous une formidable explosion, les assiégés, sains et saufs, s'étant réfugiés dans la tour Saint-Nicolas. Le dernier étage de la tour fut bombardé et détruit, et les soldats se rendent. Le lieutenant de Besse est trahi par ses propres soldats qui le précipitent du haut du parapet de la tour Saint-Nicolas le 29 novembre 1651. Bien que cela soit demandé par la ville, le roi refuse de faire démolir la tour et l’incorpore au domaine militaire.

### Colbert et la Marine
Charles Colbert du Terron, cousin germain (et non pas neveu comme on le lit souvent) de Jean-Baptiste Colbert, devient intendant général des armées navales du Ponant en 1666. En 1667, l'intendant fonde l'hôpital général dit hôpital Saint-Louis de La Rochelle. Il engage le jeune basque Bernard Renau d'Eliçagaray pour travailler sur les constructions navales.
La population augmente avec la taille du port, sous l'action de Colbert. En vingt ans, la flotte royale passe de 36 à 276 bâtiments, un port comme Brest devenant capable de fabriquer une frégate en 22 heures contre 30 heures à Rochefort. À La Rochelle, le nombre de navires passe de 32 à 92 entre 1664 et 1682, dont 53 construits en France. Le commerce profite de l'essor des compagnies coloniales françaises.
Bernard Renau d'Eliçagaray imagine un mode nouveau de construction maritime et invente des galiotes à bombes avec lesquelles il bombarde Alger en 1682. En 1696, il est envoyé au Canada pour y organiser des chantiers de construction navale et pourvoir à la sûreté des colonies françaises, puis en Espagne pour inspecter et réparer les places fortes.

## Le siècle des Lumières
La persécution grandissante des Huguenots culmine avec la révocation de l’édit de Nantes par Louis XIV en 1685, entraînant l’émigration de nombreux huguenots, dont beaucoup d’artisans ou de membres de la bourgeoisie, qui s’exilent. Cependant, les Huguenots maintiennent leur position sociale avec le commerce maritime qui est en plein essor. Ils partent notamment à Saint-Domingue et à la Martinique. Ils fondent aussi des villes comme New Rochelle en 1688 qui participe par la suite au commerce avec la France et plus particulièrement avec La Rochelle qui importe du sucre venant de Saint-Domingue. En effet, c'est le grand début des échanges entre le Canada et la France qui vont permettre un grand développement économique et portuaire.

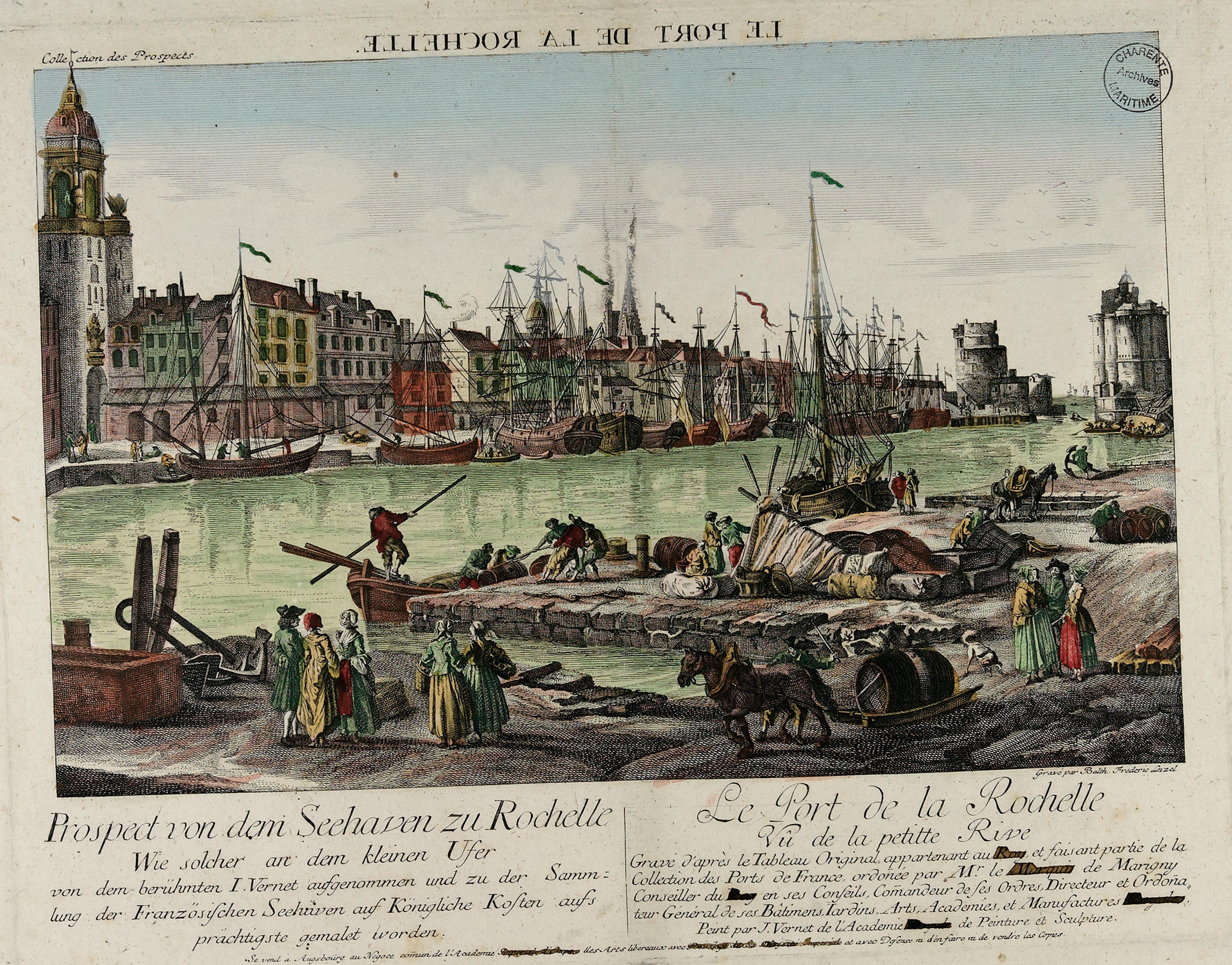
Le port de La Rochelle vu de la petite rive au XVIIIe siècle

Au XVIIe et au XVIIIe siècle, le Vieux-Port de La Rochelle draine alors plus de la moitié du trafic colonial vers la Nouvelle-France. Ce port s'est alors largement développé pour faire face à son succès grandissant. C’est une période prospère, marquée par d’intenses échanges avec le Nouveau Monde en général, et la Nouvelle-France (Canada et Antilles) en particulier. C'est à cette époque que le commerce en droiture se développe. Le commerce en droiture est fait directement de la France vers l'Amérique du Nord et inversement. Il part de la France (notamment du port de La Rochelle) des produits manufacturés, de la viande, du vin ou encore des tissus. Les rochelais ramènent pour leur part du café, du sucre et du cacao. En 1694, le commerce de fourrures du Canada et du sucre des Antilles s’épanouit, et le rayonnement artistique de La Rochelle s’intensifie.
La mort du Roi Soleil, en 1715, voit l’accession au trône du futur roi Louis XV. Étant trop jeune pour gouverner, un régent est nommé en la personne de Philippe, duc d’Orléans. C’est la Régence, période au cours de laquelle le duc d’Orléans procède à bon nombre de changements politiques : modification des alliances, mise en œuvre des théories économiques de John Law, augmentation des libertés et légitimation du Parlement, réformes religieuses (Jansénisme). C’est dans ce cadre que le 5 février 1718, la mairie de La Rochelle est rendue de nouveau élective et composée d’un maire, tandis qu’est ouverte en 1719 la Chambre de commerce et d'industrie de La Rochelle.

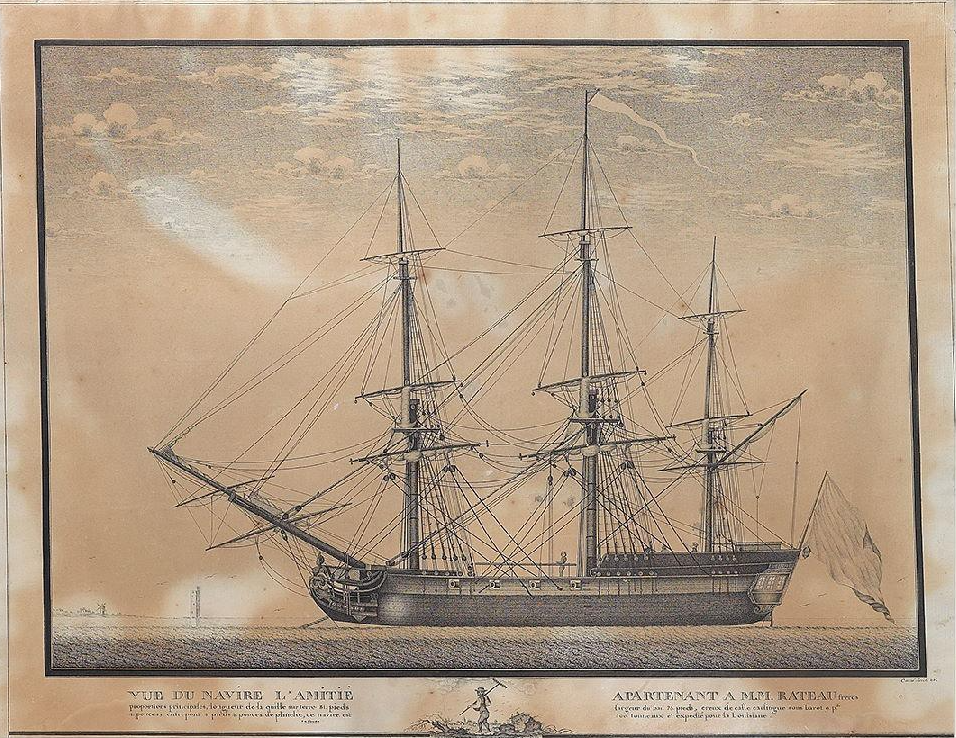
Navire négrier L'Amitié, appartenant à MM. Rasteau. Parti de La Rochelle en décembre 1786, il déporte 227 captifs africains de Sénégambie à Port-au-Prince (colonie de Saint-Domingue), dont 21 meurt durant la traversée de l'Atlantique.

C’est la grande époque de la traite des noirs, en particulier le commerce triangulaire. Des navires partent d’Europe, chargés de pacotilles destinées au troc, et se rendent dans les comptoirs côtiers d’Afrique, où ils échangent leur marchandise contre des captifs. Les prisonniers sont ensuite transportés dans des négriers vers les colonies d’Amérique, où ils travaillent comme esclaves à l’exploitation des ressources du continent. Les négriers retournent ensuite en Europe avec à bord les produits de cette exploitation. La Rochelle est alors le deuxième port négrier de France, en assurant 11,4 % du trafic négrier français, à égalité avec Bordeaux, mais loin derrière Nantes qui en aura assuré 41,3 %. En effet la traite négrière à La Rochelle est très présente. Plus d'un million d'esclaves sont acheminés par les négriers français. 130 000 d'entre eux viennent des navires rochelais. Tout ceci enrichit le port de La Rochelle et la ville en elle-même. On voit s'ériger de nombreux nouveaux bâtiments comme des hôtels particuliers. On en trouve encore la trace dans le centre de La Rochelle, notamment avec l'hôtel particulier d'Aimé Benjamin Fleuriau, qui accueille aujourd'hui le Musée du Nouveau Monde de La Rochelle. Il a été construit de 1740 à 1750, selon la mode parisienne (un corps central encadré de deux ailes autour d’une cour fermée par un grand portail) par Jean Regnaud de Beaulieu. L’hôtel est situé dans la rue Fleuriau du nom de Louis Benjamin Fleuriau, fils du planteur, conseiller municipal de la ville et député. Il était un bienfaiteur de la ville. Cet hôtel est par la suite changé en musée, le Musée du Nouveau Monde. Il a été fondé en 1982, à la suite d’un souhait de Michel Crépeau, ancien maire de la Rochelle, de 1971 à 1999.

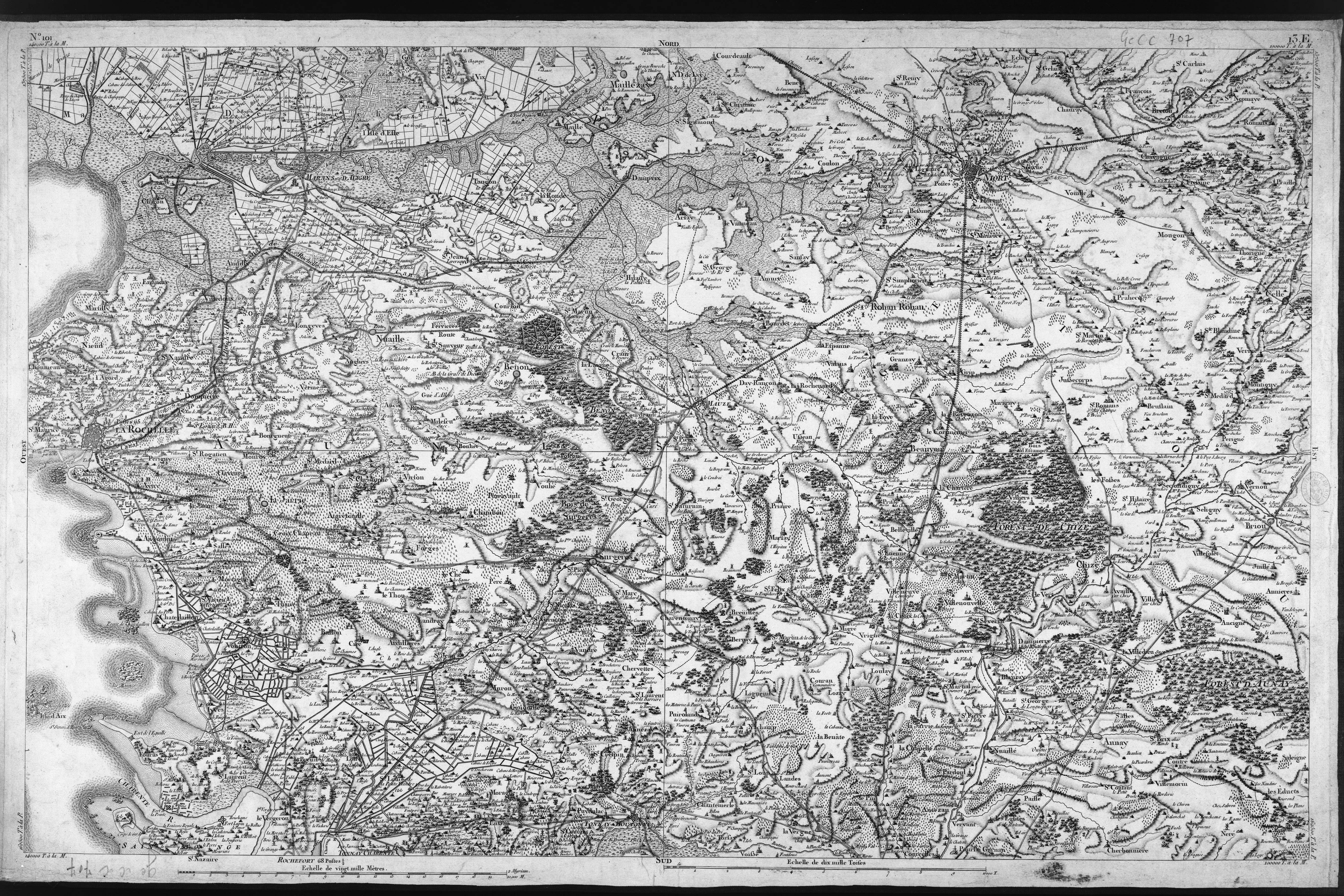
Carte de Cassini de La Rochelle et de ses environs, à partir de relevés effectués entre 1765 et 1767

En 1763, le traité de Paris attribue définitivement le Canada à la Grande-Bretagne, victorieuse de la guerre de Sept Ans. Les échanges avec la Nouvelle-France diminuent conséquemment, mais le port reste l’un des plus importants de France.
À cette époque, les navires marchands, avec leurs grandes vergues, ne rentrent pas dans le port, dont l’entrée est plus étroite que de nos jours, puisqu’entre les tours Saint-Nicolas et de la Chaîne existe une troisième tour, la petite tour de la Chaîne. Les navires restent donc échoués à l’extérieur, dans la baie, sur ce que l’on nomme « les vases », des barges procédant au transfert des marchandises entre les quais du port et ces navires.
Le tonnage des navires augmentant, l’entrée du port est élargie par la démolition de la petite tour de la Chaîne, et un bassin à flot intérieur, pour éviter l’échouage, est construit de 1778 à 1808. Avant même son achèvement, il se révèle trop petit, et un deuxième bassin, extérieur cette fois, est entrepris en 1807 et sera achevé en 1862 par Alfred Charles Ernest Franquet de Franqueville.

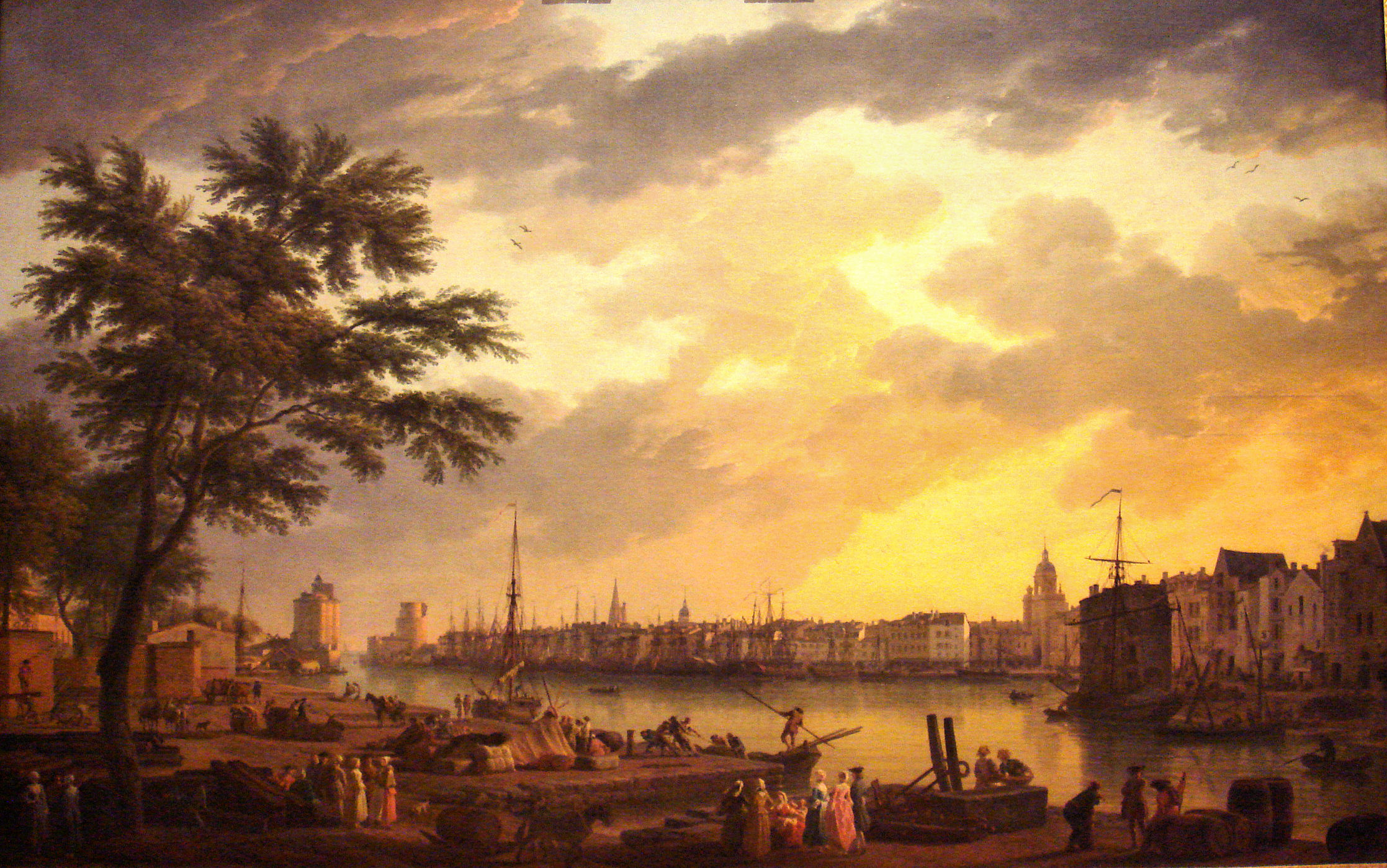
Le port de La Rochelle en 1762
Joseph Vernet, Musée de la Marine

En 1787, Louis XVI institue l’Édit de tolérance qui met fin aux persécutions des huguenots, mais ce n’est qu’avec la Révolution française de 1789 que le protestantisme retrouve totalement droit de cité.

## La Révolution et l’Empire
Le premier arbre de la liberté est planté le 10 juin 1792.
Début 1793 la République annonce la reprise de la guerre de la course, c’est-à-dire le recours aux corsaires. De 1796 à 1802, le port de La Rochelle arme une douzaine de corsaires qui vont écumer les mers durant tout le Premier Empire.
Les guerres napoléoniennes, qui voient le Royaume-Uni s’assurer la maîtrise des mers et l’empereur Napoléon Bonaparte imposer le blocus continental, entraînent une réduction très importante du commerce maritime, et la ruine de La Rochelle, qui ne reviendra sur le devant de la scène qu’au cours du XXe siècle, à la faveur du développement de l’industrie et du tourisme. Le 6 août 1808, l’empereur visite la ville qui fait tirer des coups de canon en son honneur. Le 19 mai 1810, il signe un décret transférant la préfecture de Saintes à La Rochelle à compter du 1er juillet 1810.

## Époque contemporaine

### La Restauration
Le 19 mars 1822, pendant la Restauration, quatre jeunes soldats du 45e régiment de ligne de La Rochelle, les sergents Bories, Goudin, Pomier et Raoulx sont arrêtés. Ils sont accusés d’appartenir à une organisation politique secrète complotant contre la monarchie restaurée, la Charbonnerie, et d’avoir voulu renverser le roi Louis XVIII. Refusant de rompre leur serment de silence en dénonçant leurs chefs, au rang desquels figure le célèbre marquis de La Fayette, ils sont sommairement jugés et condamnés à mort le 5 septembre 1822. Guillotinés en place de Grève à Paris le 21 septembre 1822, leur exécution provoque l’émoi de l’opinion publique qui, choquée par la sévérité des juges, les considère comme des « martyrs de la liberté ». Pour rendre hommage aux « Quatre sergents de La Rochelle », la tour de la Lanterne, dans laquelle ils ont été enfermés durant leur emprisonnement, prend alors le surnom de « tour des Quatre Sergents ».

### Révolution industrielle
Sur décision impériale de Napoléon Ier, en 1805, est creusé le canal de Marans à La Rochelle. Il est ouvert à la navigation en 1875 et communique avec la Rochelle en 1888.
Le chemin de fer arrive à La Rochelle le 6 septembre 1857 grâce à la Compagnie du chemin de fer de Paris à Orléans, qui vient de terminer la construction d’une ligne venant de Poitiers, et inaugure une gare en impasse dénommée « La Rochelle-PO » (pour Paris - Orléans), située sur le côté nord de l’actuel bassin des chalutiers (emplacement actuel de l’hôtel Océanides).

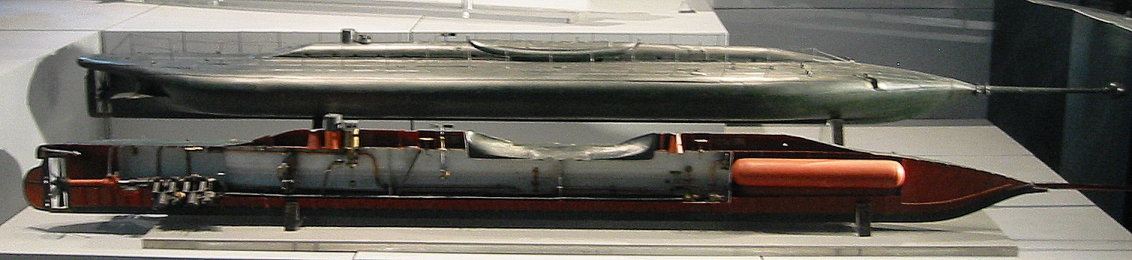
Maquette du sous-marin le Plongeur (1863), premier sous-marin motorisé au monde. Le 14 février 1864, le bassin à flot du port de La Rochelle sert de lieu d’expérimentation pour les tests de plongée du Plongeur, sous les ordres du lieutenant de vaisseau Marie-Joseph-Camille Doré, natif de La Rochelle

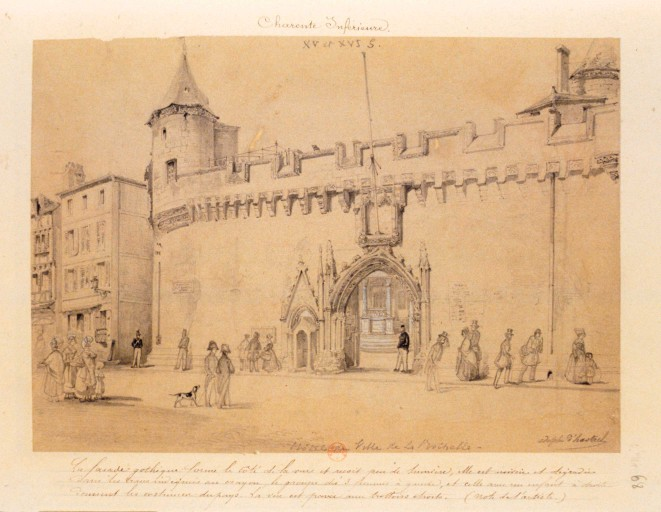
Hôtel de ville de La Rochelle
Adolphe d'Hastrel, milieu du XIXe siècle

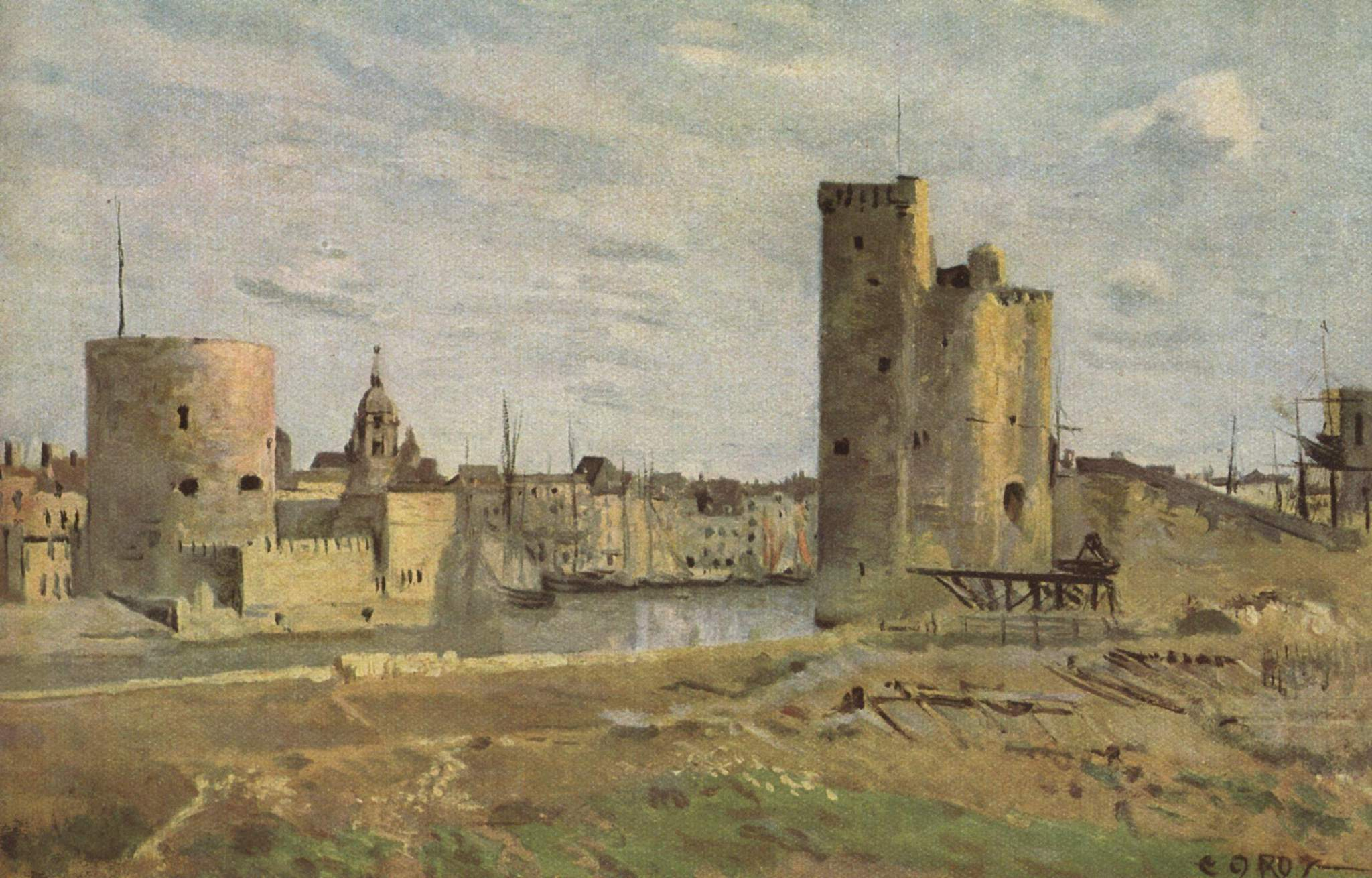
La Rochelle
Jean-Baptiste Corot, 1851

Entre 1862 et 1871, la Compagnie des Charentes procède à la construction d’une ligne le long du littoral atlantique, et inaugure le 17 juin 1872 une nouvelle gare, située au sud de la première, desservie par la ligne La Roche-sur-Yon - La Rochelle. Le 29 décembre 1873 la ligne directe La Rochelle - Rochefort est inaugurée. Puis la ville est reliée à Coutras et finalement à Limoges par Angoulême le 12 août 1875.
Le 15 juin 1867, le paquebot Jean Guiton inaugure la desserte de l’île de Ré au départ de La Rochelle, et la naissance de la compagnie maritime Delmas, qui naît à cette occasion.
En 1870, il apparaît nécessaire de construire un nouveau port. Celui-ci est édifié par l’ingénieur Bouquet de la Grye, à un emplacement désigné en 1868 par l’amiral Henri Rieunier, alors ministre de la marine et député de Rochefort, à 5 km à l’ouest de la ville, dénommé la Mare-à-la-Besse, sur le secteur de La Pallice. Commencé en 1881, il est inauguré en 1890 par Sadi Carnot, alors président de la République française, et mis en service en 1891.
Le rachat de la Compagnie des Charentes, lors de sa faillite, par l’État le 12 janvier 1878 inaugure un nouvel embarcadère, « La Rochelle Ville », à l’emplacement de la gare actuelle, et permet de développer l’axe Nantes - Bordeaux. En 1891, la gare de La Rochelle Ville est reliée au port de La Pallice, permettant ainsi l’acheminement de marchandises et de voyageurs, notamment en correspondance avec les liaisons maritimes vers le Royaume-Uni et l’Amérique du Sud. En 1896, des trains directs spéciaux, reliant Paris à La Rochelle et au port de La Pallice, sont mis en place lors des escales de paquebots. En 1899, un service de correspondance avec l’île de Ré, par navettes depuis La Rochelle, est mis en place, qui se voit doté dès 1901 d’un embarcadère dédié à La Pallice.
La première moitié du XXe siècle voit le trafic ferroviaire s’accroître de manière importante, notamment en raison du tourisme balnéaire et du fait que La Rochelle est à la croisée des lignes reliant Bordeaux, Nantes et Poitiers. Aussi, le 24 mars 1906, la construction d’un nouveau bâtiment voyageur est déclarée d’utilité publique.
Dès 1909, une nouvelle gare est donc construite à la place de l’embarcadère. Le bâtiment, dessiné par l’architecte Pierre Esquié, est monumental et dominé par un campanile de 45 m de haut, plus haut que les tours de l’entrée du port. Sa construction, interrompue par la Première Guerre mondiale, ne reprend qu’en 1919. Finalement, la nouvelle gare est inaugurée le 19 novembre 1922 par le Ministre des Transports de l’époque.

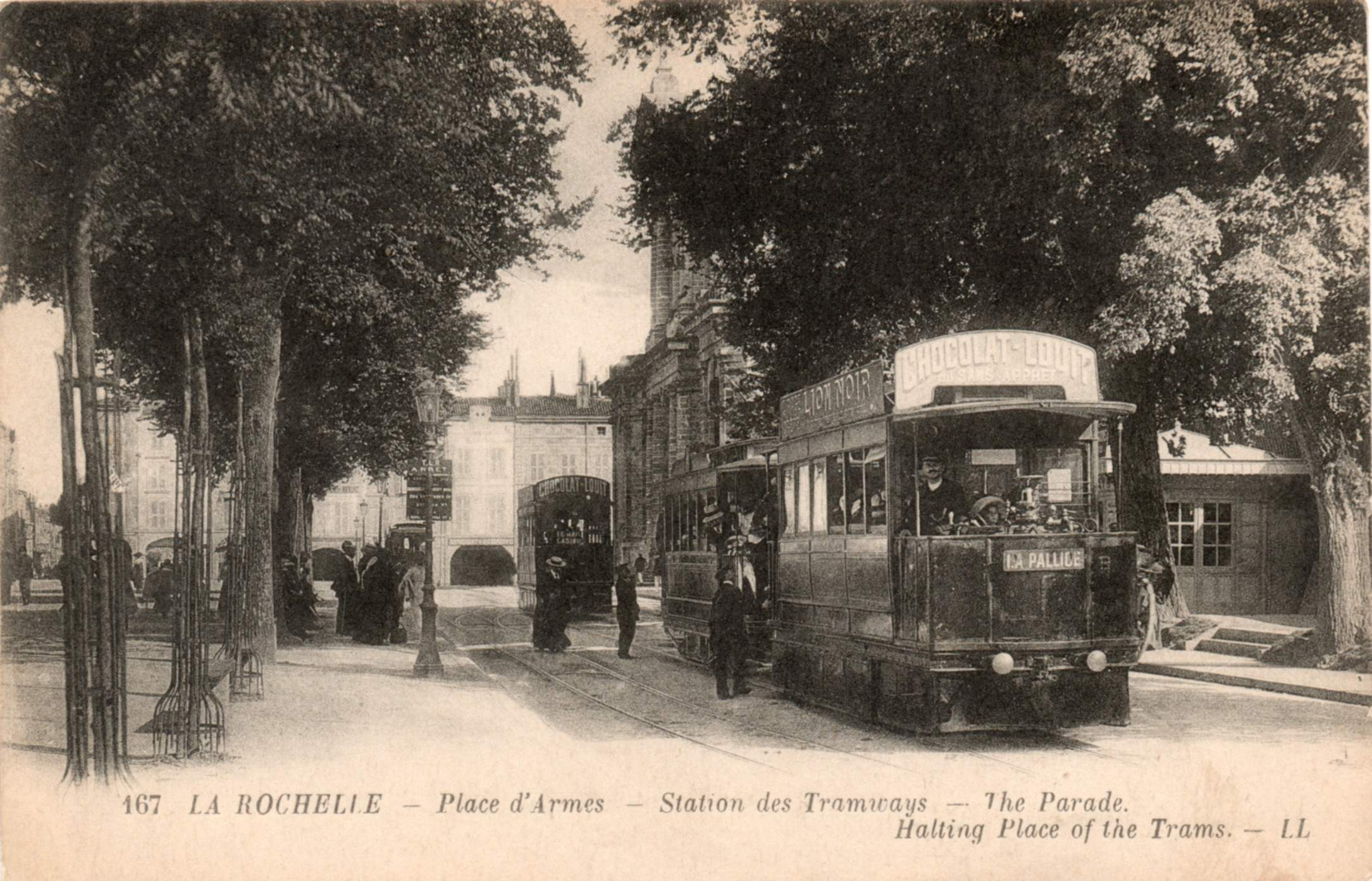
Tramway sur la place de Verdun

On inaugure, le 25 août 1901, le tramway. La seule ligne allait du quartier de Tasdon jusqu'à la Pallice en passant sous la Grosse Horloge. Les véhicules utilisés étaient des tramways de type Mékarski à air comprimé. Ce réseau ne résista pas à l'arrivée du bus et cessa en 1929.
Les 16 avril 1911 et 17 avril 1911, lors du premier véritable meeting aérien à La Rochelle, l’aviateur Eugène Renaux réalise pendant 21 minutes des évolutions au-dessus des tours du Vieux-Port à bord d’un avion Farman. Par la suite, des pionniers de l’aviation tels que les frères Farman et Roland Garros viennent également s’y produire. À cette époque, les avions arrivent en pièces détachées par train, et sont ensuite assemblés sur place avant les représentations.

### Première Guerre mondiale
La ville, qui restera épargnée par les combats, sert de base arrière aux alliés pendant la Première Guerre mondiale. Le port de commerce de La Pallice devient ainsi une base de stockage de matériels, de carburant et de nourriture, tandis que le génie américain améliore l’assainissement et la distribution d’eau. La rade accueille une escadrille d’hydravions de lutte anti-sous-marine, et des cinquantaines de navires, qui vont décharger plus de 800 000 tonnes de matériel et 175 000 chevaux tout au long du conflit.
En raison des sous-marins prussiens qui rôdent, les bateaux de pêche sont équipés de canons, mais cela n’empêche pas les armateurs rochelais de payer un lourd tribut : deux bateaux neufs de l’armement D’Orbigny et deux tiers des navires de l’armement Delmas sont torpillés.
Le 1er mai 1916, une importante usine de mélinite de La Pallice, qui assurait 15 % de la production française, explose et provoque d’importants dégâts alentour, tuant 176 personnes et blessant 138 autres. La mélinite, autre nom de l’acide picrique, est abondamment utilisée comme explosif dans les obus de l’époque.
En 1917, le génie américain installe une usine ferroviaire de construction de wagons destinés à l’approvisionnement des troupes. Après guerre, l’usine ferroviaire continuera de produire des voitures voyageurs, des autorails, des locomotives et des voitures de métro, avant d’être finalement rachetée et intégrée au groupe Alstom pour produire aujourd’hui des éléments de TGV de métros nouvelle génération et des tramways.

### Entre-deux-guerres

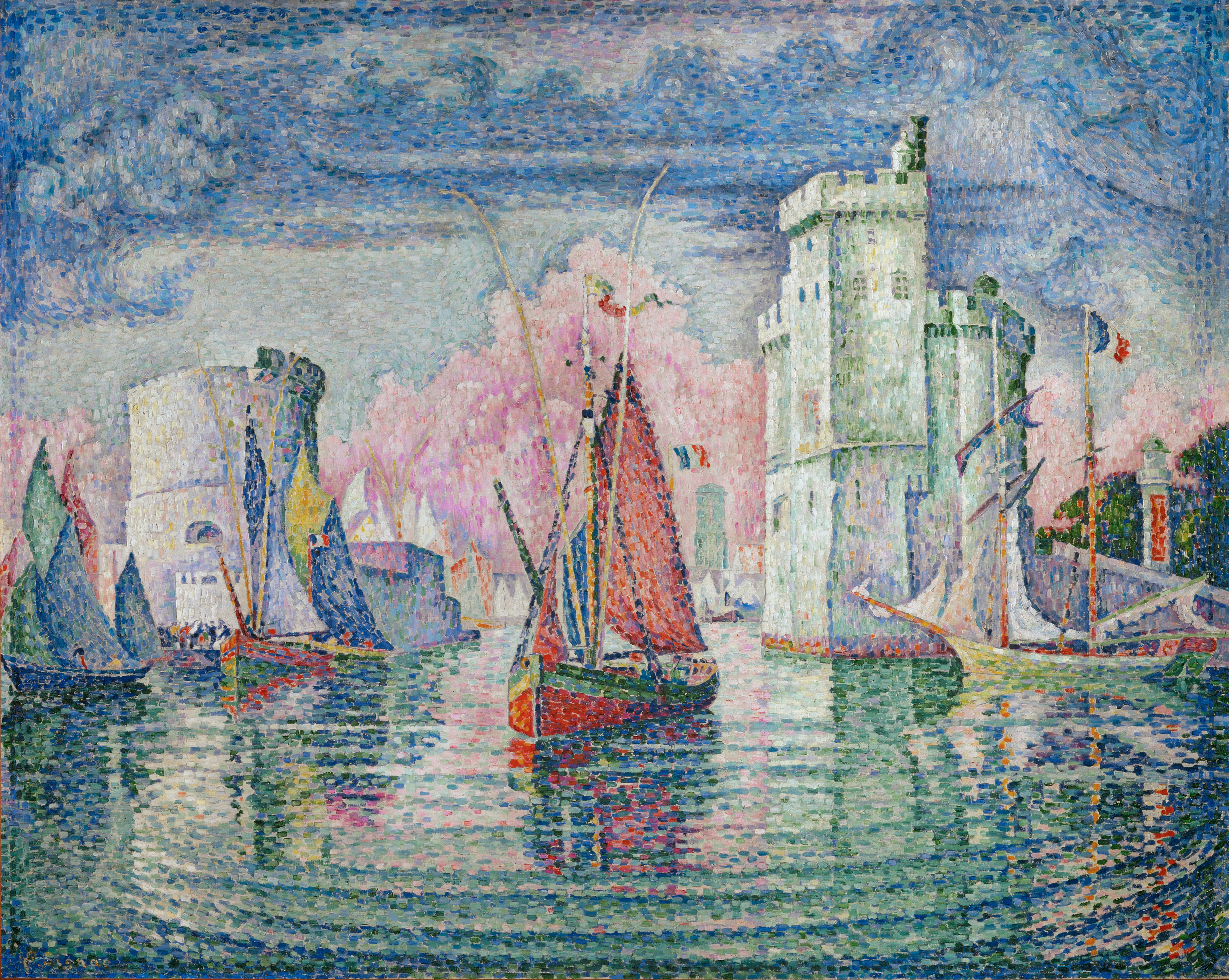
Vieux-Port de La Rochelle
peinture à l'huile par Paul Signac de 1921, musée d'Orsay

Après la Première Guerre mondiale, et durant tout l’Entre-deux-guerres, la ville va connaître de nombreux bouleversements. Le développement du trafic automobile oblige à repenser les infrastructures de liaison avec l’île de Ré. À la fin des années 1920, une liaison sanitaire aérienne est établie à partir de La Rochelle. En 1930, le conseil général adopte un projet de bac transbordeur et le port de La Pallice se voit octroyer un môle d’escale en mer, à l’endroit le plus profond du passage entre le continent et l’île de Ré, dont la construction s’achève en 1939.
Dès le 28 janvier 1932, la Chambre de commerce et d’industrie envisage sérieusement la création d’un aéroport à La Rochelle, en complément au môle d’escale, en liaison avec les paquebots transatlantiques. En 1933, des anciens pilotes de la première guerre, comme Pierre Vieljeux (fils de Léonce Vieljeux), Victor Lucas et Plantard, soutenus par la Ville et la Chambre de commerce, décident de créer un aéro-club et tentent de convaincre les autorités militaires de l’intérêt de l’aviation. Ces dernières vont mettre à leur disposition le terrain de Lagord en dehors des périodes de manœuvres. Le terrain est aménagé pour offrir deux pistes en croix de 650 mètres, et un hangar de 400 m² y est construit en 1934.
L’aéroclub ouvre alors une école de pilotage (Georges Simenon en sera le 31e élève) et organise de nombreux meetings aériens qui rencontrent tellement de succès que cela précipite la décision de construire un aéroport, envisagée depuis janvier 1932.
Le 18 juillet 1938, après de longues études de faisabilité et le choix d’un emplacement entre La Repentie et Laleu, une décision ministérielle autorise la création de l’aérodrome, auquel l’État participe à moitié, la moitié restante étant répartie à parts égales entre la Chambre de commerce et la Ville. La même année, la société Aéroplanes Hanriot et Cie signe une convention d’exploitation de l’aérodrome, ainsi que la création d’une école de pilotes et de mécaniciens ayant pour mission d’instruire les élèves au brevet de pilote militaire.
En août 1939, à peine quelques semaines avant le début de la Seconde Guerre mondiale, l’aéroport est terminé et sert alors de lieu de formation pour les pilotes.
En 1939 s'implante, près du port de La Pallice, la SCAN (Société de construction aéronavale). Elle fabriquera des hydravions (SCAN 20 et SCAN 30) jusqu'à la mort accidentelle du directeur Léon Douzille en 1948.

### Seconde Guerre mondiale

La France coupée en quatre : zone libre, zone occupée, départements annexés et du Nord de la France directement sous administration militaire allemande

Dès le début de la Seconde Guerre mondiale, des bombardiers de la Luftwaffe larguent des mines magnétiques à l'entrée des ports français, notamment du port de La Pallice. Le paquebot Champlain est le premier de la longue liste des navires victimes de ces dernières.
En mai 1940, de nombreux réfugiés de l'exode, venant principalement d'Alsace, de Lorraine et de Belgique, affluent sur la ville, dans l'espoir de pouvoir embarquer à bord de navires pour l'étranger. L'écrivain Georges Simenon participe notamment à leur accueil.
À l'approche des Allemands et avec la signature dans la clairière de Rethondes de la convention d'armistice franco-allemande le 22 juin 1940, les Rochelais sabotent ou détruisent de nombreuses installations afin qu'elles ne tombent pas aux mains de l'occupant. Les réserves de pétrole et de carburant sont incendiées et le pétrolier Loing est sabordé.
Le 23 juin 1940, 20 000 soldats de la Wehrmacht, prennent possession de La Rochelle. Le même jour, le maire Léonce Vieljeux refuse d'obéir à un ordre lui intimant de hisser la croix gammée sur l’hôtel de ville et s'oppose systématiquement à l'affichage de la propagande nazie. Parallèlement, il aide des membres du réseau de résistance Alliance, auquel il appartient, à s'évader[réf. nécessaire]. Le 22 septembre 1940, il est destitué de ses fonctions de maire et expulsé de la ville en 1941. Revenu à La Rochelle, il est arrêté par la Gestapo au début de l'année 1944. D'abord interné à Lafond, transféré à Poitiers puis à Fresnes, il est emmené à Schirmeck près de Strasbourg, où il est détenu du 1er mai 1944 au 1er septembre 1944. Finalement, dans la nuit du 1er septembre 1944 au 2 septembre 1944, il est déporté au camp de concentration de Struthof, où il est exécuté d'une balle dans la nuque en même temps que 300 hommes et 92 femmes, à l'âge de 80 ans.

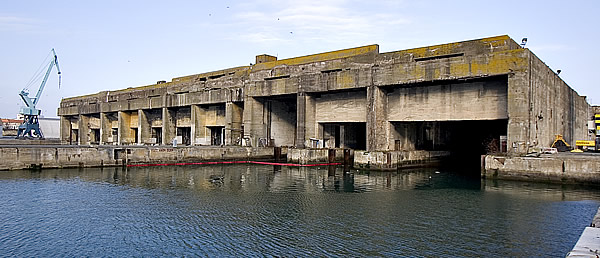
La base sous-marine

Dans le contexte du mur de l'Atlantique, l’armée allemande fait construire dès 1941 de nombreux blockhaus sur tout le littoral, ainsi qu’une immense base sous-marine au port de commerce de La Pallice, destinée à abriter une flottille de sous-marins de la Kriegsmarine.
Sur les 192 000 travailleurs étrangers utilisés par l'Organisation Todt pour construire le mur de l'Atlantique, on estime que 35 à 40 000 étaient des républicains espagnols, la France du gouvernement de Pétain répondant avec diligence à l'OT en livrant tout d'abord des républicains espagnols réfugiés en France, puis d'autres étrangers, des juifs et des condamnés de droit commun.
Dès 1941, près de 10 000 de ces républicains espagnols, « les rouges », vont être réquisitionnés et transférés à l'OT pour travailler sur les bases sous-marines. Sur les 6 000 ouvriers qui participèrent à la
construction de la base de Bordeaux, 3 000 étaient espagnols.
Bien que totalement achevée en 1943, la base est rapidement fonctionnelle et abrite les 109 U-boots type VII de la 3. Unterseebootsflottille dès le 19 novembre 1941, sous les commandements successifs du Kapitänleutnant Herbert Schultze (juillet 1941-mars 1942), du kapitänleutnant Heinz von Reiche (mars 1942-juin 1942) et du Korvettenkapitän Richard Zapp (en) (juin 1942-octobre 1944). Le commandement du port et de la base sous-marine est confié au Konteradmiral Waldemar Kober. Le Pertuis charentais est bouclé par un immense champ de mines et l’aéroport est réquisitionné pour les avions détecteurs de mines et les escadrilles de chasse de la Luftwaffe sécurisant la base sous-marine.
Tout au long du conflit, la base sous-marine et l’aéroport sont bombardés à plusieurs reprises par les bombardiers américains Boeing B-17 Flying Fortress et Consolidated B-24 Liberator, ainsi que par les bombardiers britanniques Handley Page Halifax et Avro Lancaster, qui y larguent les premières bombes Tallboy (5 tonnes) et Grand Slam (10 tonnes). Afin d'éviter que des torpilles mises en œuvre par des bombardiers-torpilleurs n'atteignent les sous-marins, les alvéoles sont protégées par des filets anti-torpilles et des ballons captifs de la Luftwaffe sont mis en place pour protéger la base contre les attaques aériennes à basse altitude.
Durant l'occupation, les restrictions se font sentir dans tous les domaines. Le couvre-feu est fixé à 22 heures, les réserves de nourriture sont réquisitionnées par l'occupant et tous les produits sont rationnés. La Gestapo s'est installée au 63, rue Jeanne d'Albret. Comme dans toutes les villes de France, la majorité de la population attend passivement que les choses se passent, et tandis que certains collaborent avec l'ennemi, d'autres organisent très tôt la résistance, notamment au travers des réseaux Alliance, Honneur et Patrie, Mithridate, Famille, Acajou, Éleuthère, Fillot ou encore le Régiment Jean Guiton :
- Le premier « martyr », Pierre Roche, est fusillé le 7 septembre 1940 ;
- En juillet 1941, une filière d'évasion montée par le commandant Pierre-Georges Fillot est malmenée en raison d'une dénonciation. Une antenne du Comité d'action socialiste clandestin est montée par le député Edmond Grasset, chef départemental du réseau Libération-Nord ;
- Le 28 février 1942, un représentant sur La Rochelle de la CND-Castille transmet le plan de la base sous-marine ;
- En juillet 1942, une vedette est coulée à quai ;
- À partir de septembre 1942, le réseau Alliance, qui dispose de plus d'une centaine de membres dans la ville, transmet à Londres tous les mouvements du port de La Pallice ;
- En mai 1943, le torpilleur Lux est saboté et saute aux essais, tuant 200 Allemands ;
- Le 30 septembre 1943 les résistants Paul Manauthon, Émile-Louis Tixier et Jean Matifas sont encerclés par les polices française et allemande lors d'une réunion au no 187 avenue Jean-Guiton. Le premier est mortellement touché par une rafale de mitraillette, le deuxième est arrêté, condamné à mort et exécuté et le troisième est déporté[43].
- En février 1944, les ouvriers des chantiers navals refusent de travailler, obligeant l'armée allemande à investir l'usine ;
- Le 7 juin 1944, le sous-marin U-212 est attaqué par deux De Havilland Mosquito de la RAF qui avaient été informés de son départ par le réseau France Alerte ;
- Le 28 juin 1944, des pylônes électriques sont sabotés, ce qui a pour effet de couper le courant sur toute la base et les usines ;
- En août 1943, Alliance informe du départ de cinq sous-marins, ce qui permet à la Royal Air Force de les couler dans le golfe de Gascogne ;
- En janvier 1944, un sous-marin est incendié dans son box.

Le 11 février 1944, le generalfeldmarschall Erwin Rommel, nommé responsable du mur de l'Atlantique, inspecte la base sous-marine. Le 20 août 1944, la 3e flottille de U-boots est transférée en Norvège, tandis que le vizeadmiral Ernst Schirlitz est affecté au commandement de la défense de la poche de La Rochelle.
En octobre 1944, le général Edgard de Larminat est nommé commandant du Détachement d’armée de l’Atlantique, chargé de liquider les poches allemandes résiduelles, et notamment celle de La Rochelle. Souhaitant obtenir une reddition pacifique des Allemands et éviter la destruction de la ville, il charge alors le capitaine de vaisseau Hubert Meyer, protestant alsacien, de s'interposer entre les Forces françaises de l'intérieur, mal armées mais assoiffées de revanche, et les garnisons allemandes, puissamment retranchées dans les poches de La Rochelle, Rochefort et Royan, ainsi que de nourrir les habitants et préserver les installations portuaires. Parlant parfaitement l'allemand, il engage des pourparlers avec le vizeadmiral Ernst Schirlitz.
Constatant que ses troupes sont insuffisamment armées et entraînées, et conscient de l'importance du port de La Pallice pour les Alliés et les populations locales après la fin du conflit, Ernst Schirlitz passe alors un accord sur l'honneur officieux avec Hubert Meyer le 18 octobre 1944. Les Français s'engagent à ne pas franchir un fossé antichar autour duquel les Alliés viennent d'installer un dispositif d'encerclement, et à ne pas demander l'intervention aérienne des Alliés ; en contrepartie l'état-major allemand s'engage à ne pas détruire les infrastructures du port, et à ne pas aménager un no man's land.
Le 15 décembre 1944, le Konteradmiral Waldemar Kober quitte La Rochelle. Le Korvettenkapitän Erwin de Terra prend alors le commandement du port, tandis que le Kapitän zur See Walter Türke prend celui de la base sous-marine.
Le 5 janvier 1945, Royan est écrasée sous un tapis de plus de 2 173 tonnes de bombes, qui rasent 85 % de la ville. Le 10 février 1945, l'accord officieux passé le 18 octobre 1944 devient caduc, et le port et ses infrastructures sont minés par 60 tonnes d'explosifs. Lorsque le Reich capitule, le 7 mai 1945 à Reims, le Vizeadmiral Schirlitz ordonne au Korvettenkapitän Erwin de Terra, son subordonné, de faire sauter le port. Ce dernier se déclare dans l'impossibilité de le faire, refusant d'exécuter l'ordre, et annonce avoir volontairement saboté les dispositifs de mise à feu.
L'armistice est proclamé officiellement le 8 mai 1945. Place forte allemande, La Rochelle est l’une des dernières villes françaises à être libérée à la fin de la guerre. En effet, le vizeadmiral Schirlitz n'a accepté de capituler sans condition que le 8 mai 1945 à minuit, en grande partie grâce aux nombreux mois de négociations serrées menées par le capitaine de vaisseau Hubert Meyer, et qui est parvenu à convaincre son adversaire de se ranger à la paix sans forfaire à l'honneur militaire. La signature de l'acte de capitulation a lieu le 9 mai 1945 dans le poste de commandement de Lagord. Hubert Meyer raconte dans son livre Entre marins que c'est grâce aux bonnes relations entretenues que la ville et le port n'ont subi aucune destruction, contrairement à Royan qui a été presque entièrement rasée.

### Après-guerre

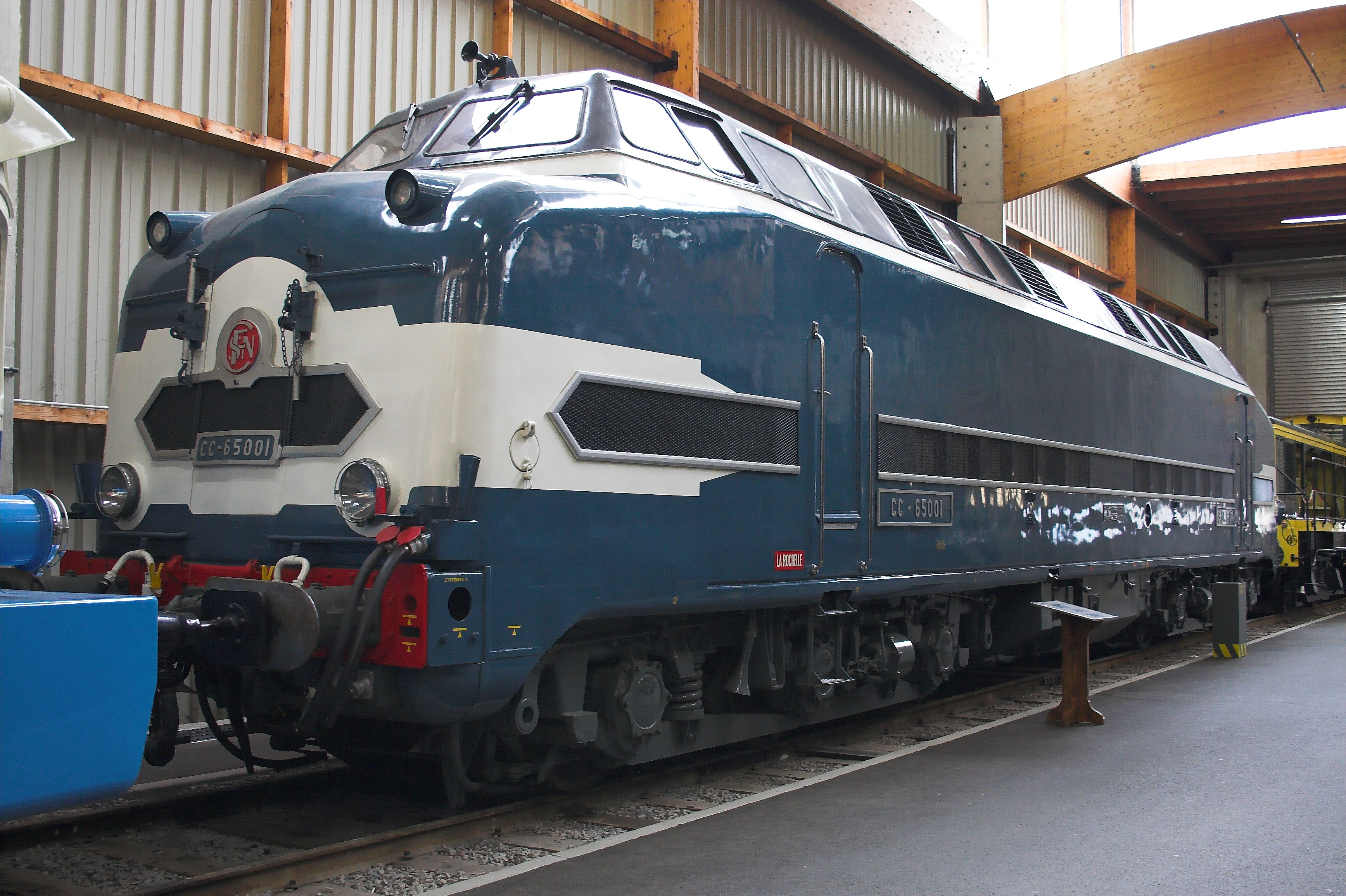
Locomotive de la série des CC 65000, mise en service au dépôt de La Rochelle le 8 janvier 1957

C’est Après-guerre, à partir de 1946, que l’aéroport prend véritablement son essor, avec la mise en service de lignes d’avions-taxis vers Bordeaux, Lyon, Nantes et Paris. En 1961, il est équipé d’une piste en dur, et en 1966 d’une aérogare. Les premières liaisons régulières vers Paris se font à partir de 1967.
Le succès du transport aérien entraîne l’arrêt de l’exploitation des trains directs spéciaux, reliant Paris à La Rochelle et au port de La Pallice, en 1962.
Lorsque la SNCF décide d’abandonner la locomotive à vapeur, dans les années 1950, c’est le dépôt de La Rochelle qui est choisi pour recevoir à partir du 8 janvier 1957 les 20 premiers prototypes de locomotives diesel-électriques, 060 DB renumérotées CC 65000, commandés pour essayer la formule sur les lignes La Rochelle-Poitiers et Nantes-Bordeaux.

## De nos jours

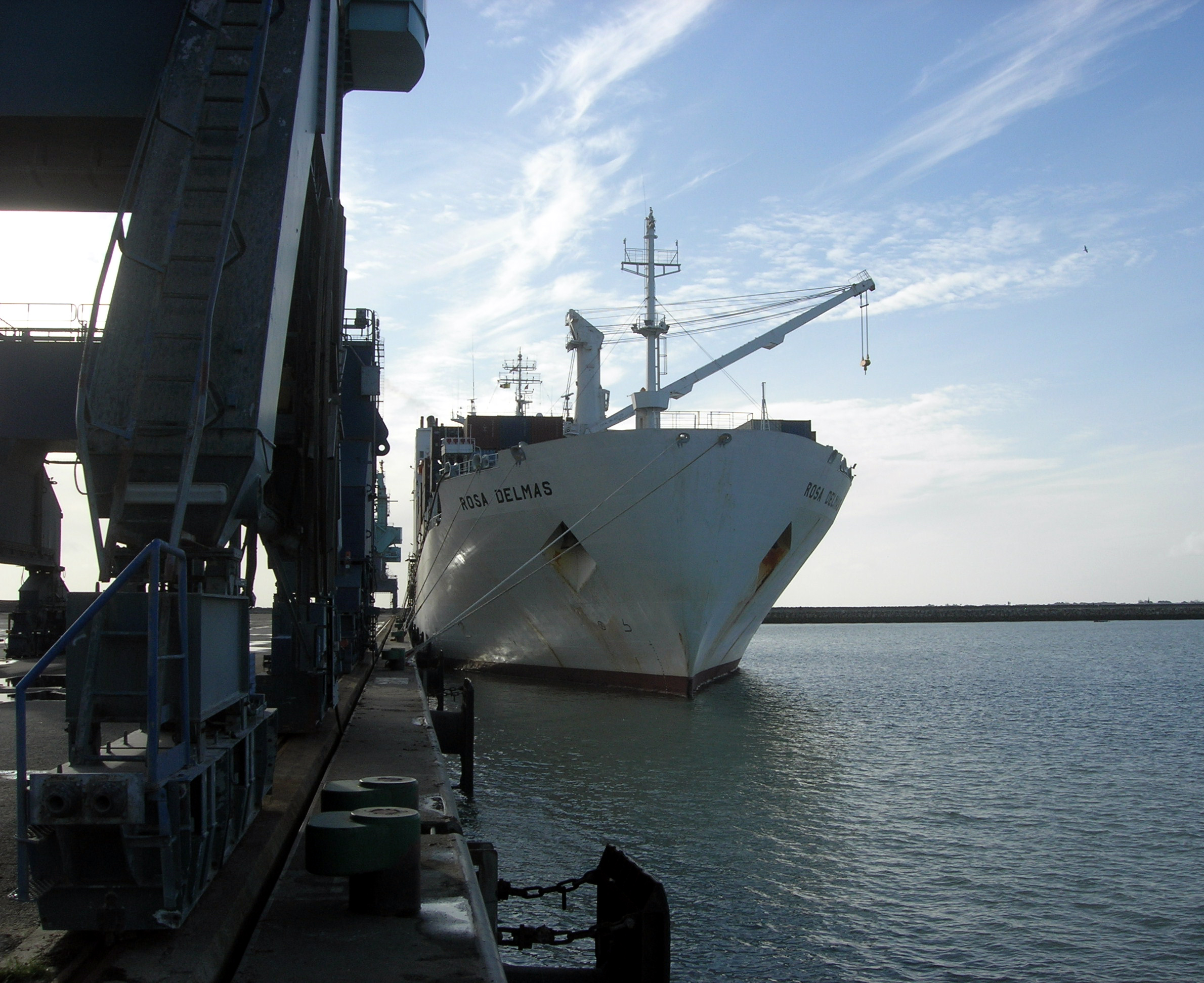
Le port de commerce La Pallice

La Rochelle a parfaitement su entretenir son riche patrimoine historique, ce qui a fait d’elle l’une des villes plus pittoresques de la côte atlantique et a fortement accru son industrie touristique. Elle connaît depuis les années 1950 une forte poussée démographique, entraînant la création de nouveaux quartiers périphériques ainsi que de grands aménagements. Ce phénomène a été amplifié plus récemment avec l’ouverture d’un complexe universitaire pluridisciplinaire et l’arrivée du TGV.
Dans les années 1980, l'économie rochelaise est sinistrée par les conséquences du deuxième choc pétrolier. La crise économique touche durement de nombreuses entreprises, dont les chantiers navals ACRP et Simca, qui sont obligées de licencier ou de fermer. Le 27 février 1996, l'industrie automobile connaît un épilogue douloureux avec la liquidation judiciaire de Triaxe (ex-Simca, ex-Talbot, ex-Peugeot). Cependant, la ville a su gérer la situation et relancer l’activité. Le tourisme, le nautisme, et les nouvelles technologies ont désormais le vent en poupe.
Le 9 mars 1998, La Rochelle inaugure la médiathèque, baptisée plus tard médiathèque Michel-Crépeau en l'honneur de Michel Crépeau.
Le 23 mars 1999, Michel Crépeau est victime d'un arrêt cardiaque en pleine séance parlementaire des questions au Gouvernement, peu après être intervenu. Il est ranimé par Philippe Douste-Blazy et conduit à l'hôpital, où il décède une semaine plus tard. Il est remplacé à l'Assemblée nationale et à la mairie par Maxime Bono, qui est élu maire le 17 mars 2001 et réélu député le 16 juin 2002 puis le 17 juin 2007.
La Rochelle se veut une ville pionnière dans l’écologie urbaine, et œuvre activement en ce sens en mettant régulièrement en pratique de nouvelles idées, telles que le premier secteur piétonnier de France dès 1975, la journée sans voiture, la mise à disposition de vélos et de véhicules électriques en libre-service, le test d’une nouvelle génération de tramways, etc.

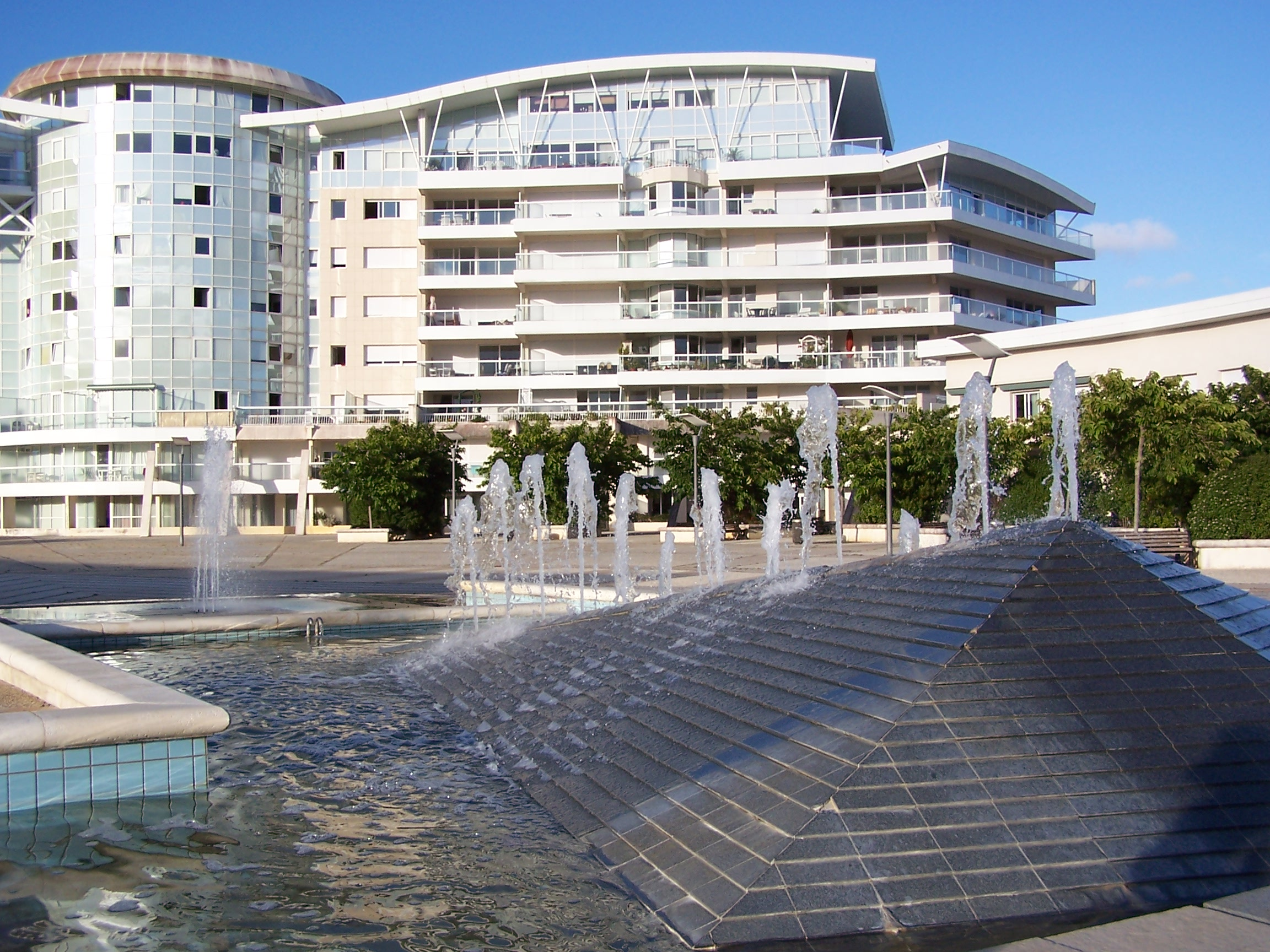
La Porte Océane

Avec le port de La Pallice, devenu port autonome le 21 décembre 2004, la ville dispose d’un port de commerce en eaux profondes qui est le 8e plus grand port de France. Le port est équipé d’un terminal pétrolier, et commerce principalement des hydrocarbures, des céréales et des essences de bois tropicaux. Il est mitoyen avec le port de pêche de Chef de Baie, créé pour remplacer le bassin des chalutiers du Vieux-Port. L’immense base sous-marine de la Seconde Guerre mondiale est toujours debout, mais n’est pas exploitée.
Entretenant des liens très forts avec la mer, La Rochelle exploite également le port des Minimes, plus grand port de plaisance d’Europe, et possède une très riche industrie navale, sans oublier son aquarium, qui fait partie des plus grands aquariums européens, et son musée maritime.
Depuis 1984, la ville héberge également de nombreux festivals, dont le festival des Francofolies qui a lieu chaque été, et qui est l’un des plus importants festivals de musique en France, ainsi que le Festival international du film, qui est le deuxième de France en nombre de visiteurs, après celui de Cannes.
28 juin 2013 : un important incendie ravage une grande partie de l’hôtel de ville datant du XVe siècle.